# Европейские игры 2015
Европейские игры 2015 (азерб. 2015 Avropa Oyunları; англ. 2015 European Games) — первые в истории Европейские игры, которые проходили в столице Азербайджана, городе Баку c 12 по 28 июня 2015 года. Соревнования по гребле прошли в городе Мингечевире. На Играх разыгрывались 253 комплекта наград и принимали участие 5730 спортсменов из пятидесяти стран Европы, которые состязались в тридцати видах спорта, в одиннадцати из которых разыгрывались лицензии на летние Олимпийские игры 2016 года.
Церемония открытия игр состоялась 12 июня 2015 года, а церемония закрытия — 28 июня.
Официальный бюджет игр составил 1,12 млрд $, на продажу было вынесено 600 тысяч билетов, а в подготовке к Играм принимало участие около двадцати тысяч волонтёров. На Игры было аккредитовано 1248 представителей СМИ, вещались первые Европейские игры в более чем 50 странах мира.
Лучшего результата на Играх добилась сборная России, завоевав 164 медали, среди которых 79 золотых, 40 серебряных и 45 бронзовых. Второе место досталось сборной Азербайджана, на счету которой 56 медалей, из которых 21 — золотая. Третье место заняла сборная Великобритании, завоевавшая 47 медалей, 18 из которых — золотые. По числу медалей второе место заняла сборная Германии с 66 медалями.
СМИ и международные правозащитные организации отмечали беспрецедентные для постсоветского Азербайджана репрессии против институтов гражданского общества в период подготовки и проведения Игр; представителями властей Азербайджана эти обвинения отвергались.

## Выбор города
Идея проведения Европейских игр принадлежит главе Олимпийского комитета Европы Патрику Хики. Вначале предполагалось проведение игр в Беларуси, но после официального отказа Хики обратился к Азербайджану. Решение о проведении первых в истории Европейских Игр было принято 8 декабря 2012 года на 41-й Генеральной ассамблее Европейского Олимпийского комитета, прошедшей в Риме, в штаб-квартире Национального олимпийского комитета Италии в спорткомплексе «Форо Италико». По итогам тайного голосования 38 из 48 стран участников Генеральной ассамблеи проголосовали за Баку, который был единственным кандидатом в списке, 8 — против, два — воздержались. Таким образом, столицей первых в истории Европейских игр 2015 года стал Баку.

## Организация

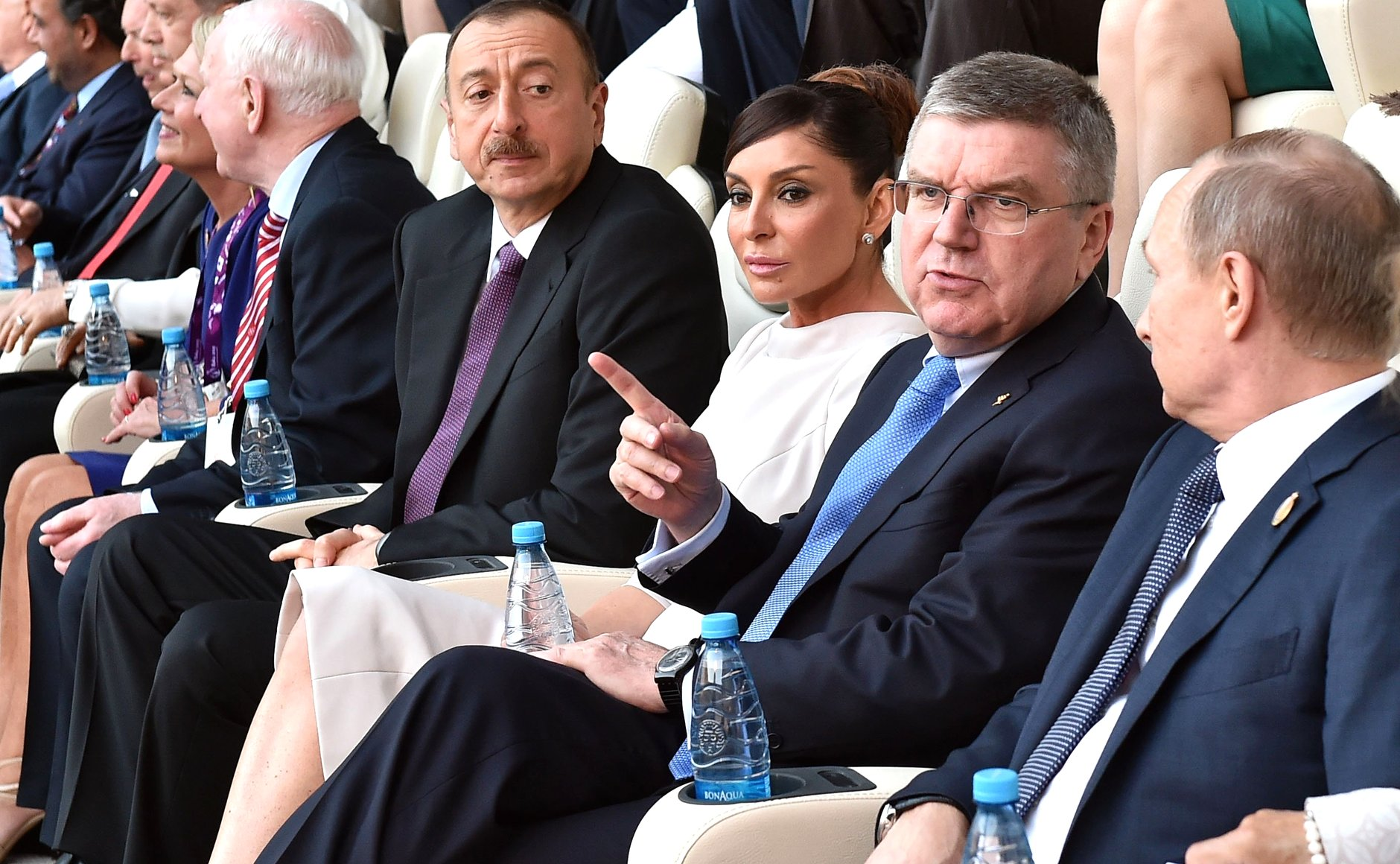
Президент Азербайджана Ильхам Алиев, председатель Организационного комитета по проведению Европейских игр 2015 Мехрибан Алиева, глава Международного олимпийского комитета Томас Бах, Президент России Владимир Путин. Баку, 12 июня 2015 года

### Оргкомитет
Указом президента Азербайджана Ильхама Алиева от 17 января 2013 года, был создан Организационный комитет по проведению в 2015 году в Баку первых Европейских игр. Согласно данному распоряжению, председателем комитета назначена Мехрибан Алиева.
В Оргкомитет также вошли:
- Гаджибала Абуталыбов, глава Исполнительной власти города Баку, член Национального олимпийского комитета (НОК) Азербайджана
- Азад Рагимов, министр молодёжи и спорта Азербайджана, вице-президент НОК, член Исполнительного комитета НОК
- Эльмар Мамедъяров, министр иностранных дел Азербайджана
- Шахин Мустафаев, министр экономического развития Азербайджана
- Самир Шарифов, министр финансов Азербайджана
- Рамиль Усубов, министр внутренних дел Азербайджана
- Эльдар Махмудов, министр национальной безопасности Азербайджана
- Зия Мамедов, министр транспорта Азербайджана, член НОК
- Октай Ширалиев, министр здравоохранения Азербайджана
- Абульфас Гараев, министр культуры и туризма Азербайджана
- Али Аббасов, министр связи и информационных технологий Азербайджана
- Али Асадов, замглавы Администрации Президента Азербайджана
- Фатма Абдуллазаде, глава отдела по вопросам гуманитарной политики Администрации Президента Азербайджана, член НОК
- Эльчин Гулиев, начальник Государственной пограничной службы Азербайджана
- Айдын Алиев, председатель Государственного таможенного комитета Азербайджана
- Джахангир Аскеров, президент ЗАО «Азербайджанские авиалинии», член НОК
- Этибар Пирвердиев, президент ОАО «Азерэнержи»
- Баба Рзаев, председатель ОАО «Бакыэлектрикшебеке»
- Чингиз Гусейнзаде, вице-президент НОК, член Исполнительного комитета НОК
- Анар Алекперов, директор Центра Гейдара Алиева
- Агаджан Абиев, генсек НОК, член Исполнительного комитета НОК
- Фархад Гаджиев, исполнительный директор Фонда молодёжи при Президенте Азербайджана
- Микаил Джаббаров, министр образования
- Ильхам Мадатов, глава спортивной делегации Азербайджана на XXIX и XXX летних Олимпийских играх, член НОК (секретарь Оргкомитета)
- Намиг Абдуллаев, олимпийский чемпион, член Исполнительного комитета НОК
- Земфира Мефтахетдинова, олимпийская чемпионка, член Исполнительного комитета НОК
- Фарид Мансуров, олимпийский чемпион, член НОК
- Эльнур Мамедли, олимпийский чемпион, член НОК
- Тогрул Аскеров, олимпийский чемпион
- Шариф Шарифов, олимпийский чемпион

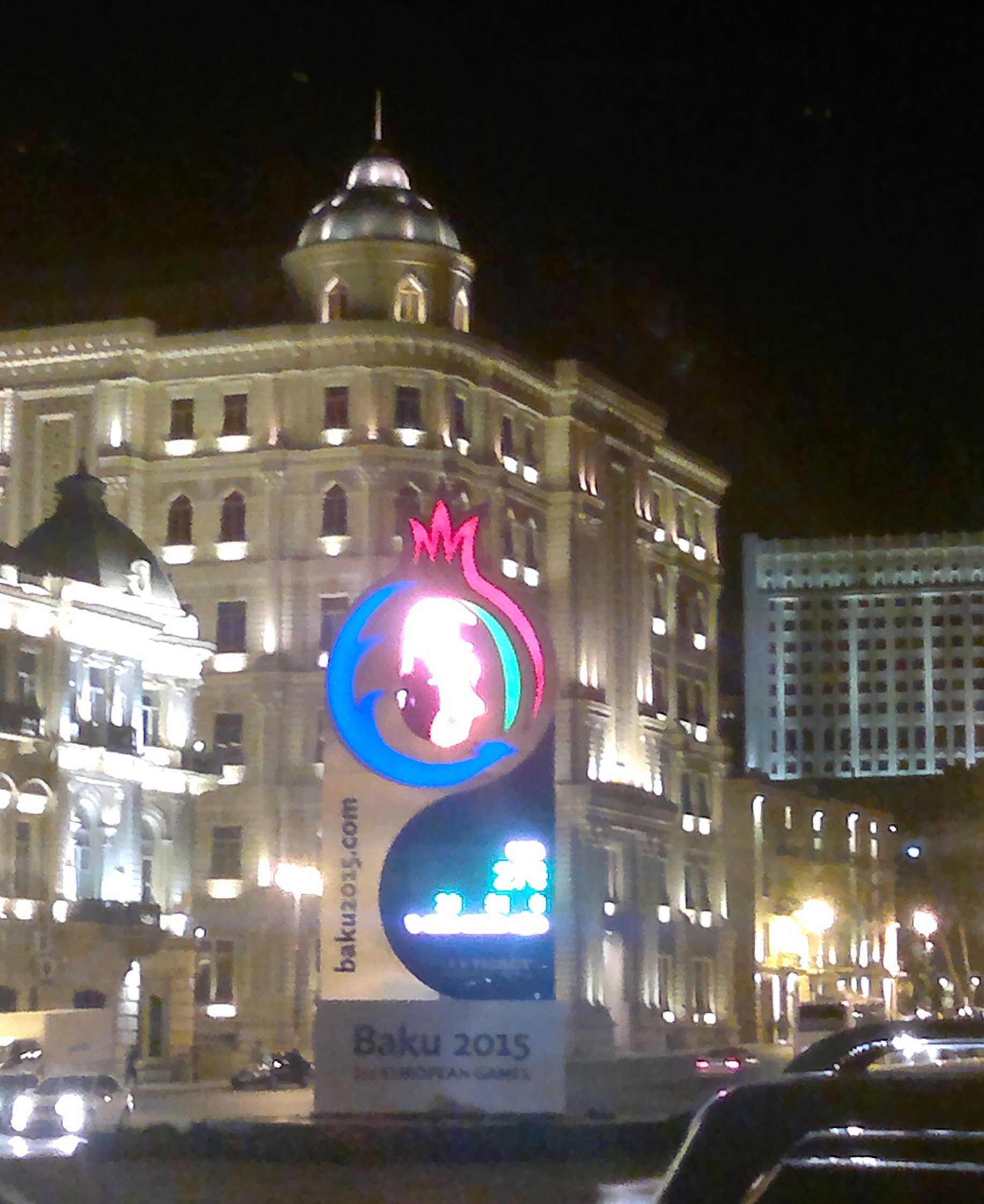
Счётчик на площади Азнефти в Баку, отсчитывающий дни до начала игр

Первое заседание Оргкомитета состоялось 8 февраля 2013 года под председательством президента Азербайджана Ильхама Алиева.
12 июля 2013 года организационным комитетом игр был запущен официальный сайт игр (www.baku2015.com). Также в день открытия сайта, за 700 дней до начала игр, был дан старт счётчику, отсчитывающему дни до старта первых Европейских игр. Отсчёт «700 дней» был продемонстрирован на цифровой панораме на стенах «Пламенных Башен» и на установленных в центре Баку полевых TV экранах.
12 июня 2014 года начался обратный отсчёт до начала игр. День был отмечен в Баку фейерверком, состоявшимся в Национальном приморском парке.
По указу председателя Оргкомитета Мехрибан Алиевой был создан Операционный комитет Европейских игр Баку 2015. Главный исполнительный директор комитета — Азад Рагимов, министр молодёжи и спорта Азербайджана. Главный операционный директор — Саймон Клегг, бывший исполнительный директор Британской олимпийской ассоциации. Главный ответственный за аккредитационный комитет — Руфат Алиев, вице-президент азербайджанской диаспоры.

### Бюджет игр
Официальный бюджет игр составил 1,12 млрд $, основная же его часть насчитывает 960 млн манатов ($915,8 млн). Согласно Би-би-си — официальный 1,2 млрд $, но реальные расходы, по мнению Би-би-си, могут оказаться выше.
Согласно подсчётам Би-би-си, расходы из государственного бюджета на игры за 2013—2015 годы составляют более 5 млрд $, а официальная цифра 1 млрд — только расходы из бюджета 2015 года. Экономист Натик Джафарли указывает, что помимо основных есть и дополнительные расходы, выделенные в бюджете. Расходы на инфраструктурные проекты, косвенно связанные с Европейскими играми, такие как строительство некоторых дорог, дорожных развязок и мостов, а также закупка вагонов метро и поезда правительство представляет как другие расходы и не добавляет их к бюджету на проведение Игр. Некоторые независимые аналитики оценивают расходы Европейские игры в 9 млрд $.
Стоимость только олимпийского стадиона превышает 600 млн $. Церемония открытия обошлась приблизительно в 100 млн $, вдвое больше чем церемония открытия летних олимпийских игр в Лондоне. Во столько же обошлась церемония закрытия.
Азербайджан изначально взял на себя расходы по прибытию, размещению и отбытию всех делегаций, участвующих в Играх, однако расходы армянской делегации оплатил президент НОК Армении бизнесмен Гагик Царукян.

### Билеты

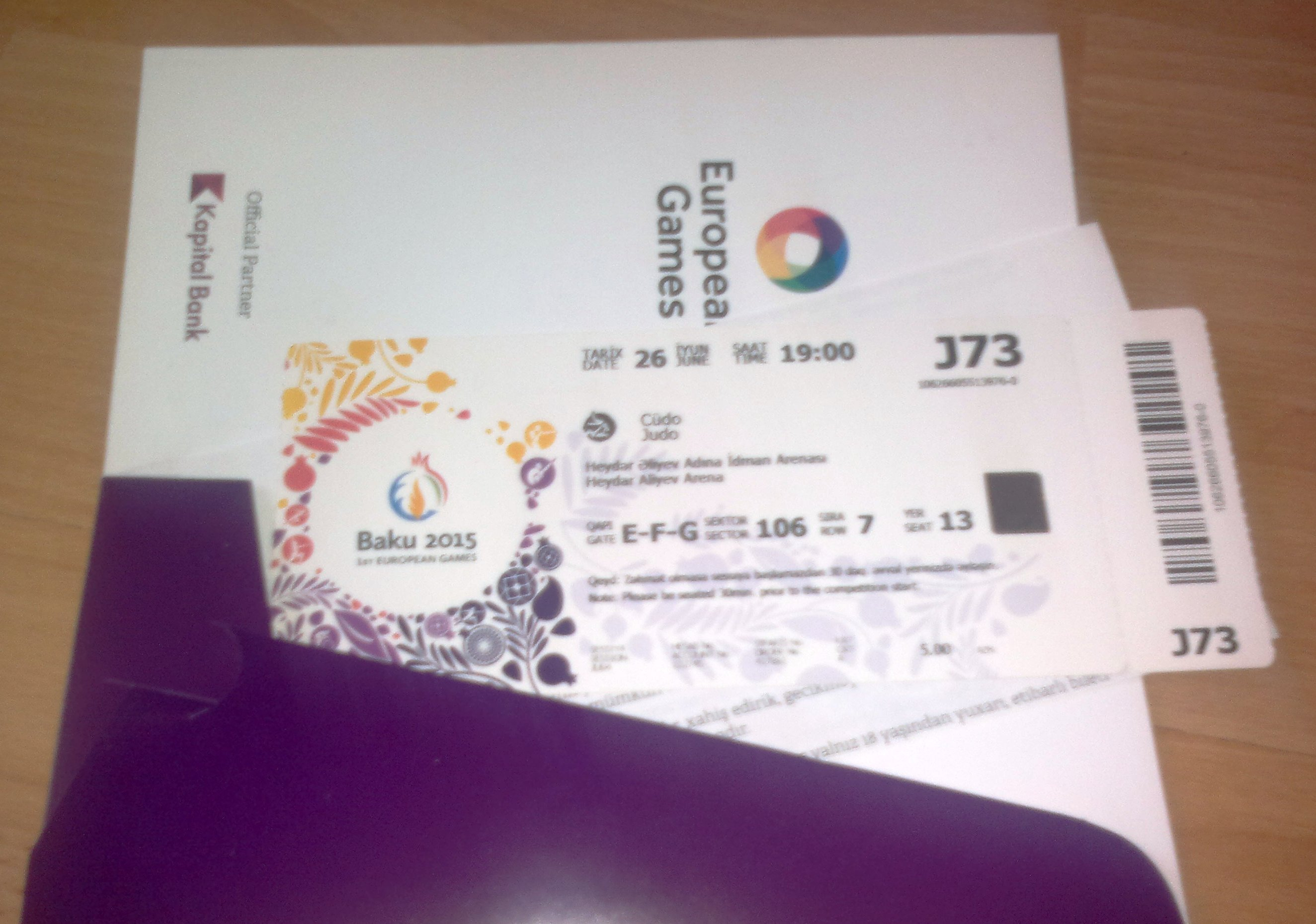
Билет на соревнования по дзюдо в рамках Европейских игр — 2015

Были запущены онлайн-продажи на официальном сайте. Были открыты 12 офисов продаж билетов. Все остальные билеты во время игр (с 12 июня) доступны в кассах расположенных во всех местах проведения соревнований.
Комитет «Баку-2015» объявил, что билеты на спортивные соревнования будут стоить от 2 до 5 манат для взрослых, в зависимости от этапа соревнований (например, предварительный или финальный), места проведения и категории зрительских мест. Дети и подростки младше 16 лет будут допускаться бесплатно, но в сопровождении взрослого (старше 18 лет) человека, который должен иметь при себе удостоверение личности и действующий билет. Единственным исключением стали соревнования, которые проводятся на Арене имени Гейдара Алиева и на Национальной гимнастической арене, где билет для тех, кому не исполнилось 16 лет, стоят 1 манат.
На церемониях открытия и закрытия стоимость билетов была одна для зрителей всех возрастов. Стоимость билета на церемонию открытия была от 20 манат, а на церемонию закрытия — от 10 манат.
В целом на продажу были вынесены 600 тысяч билетов.

### Волонтёры

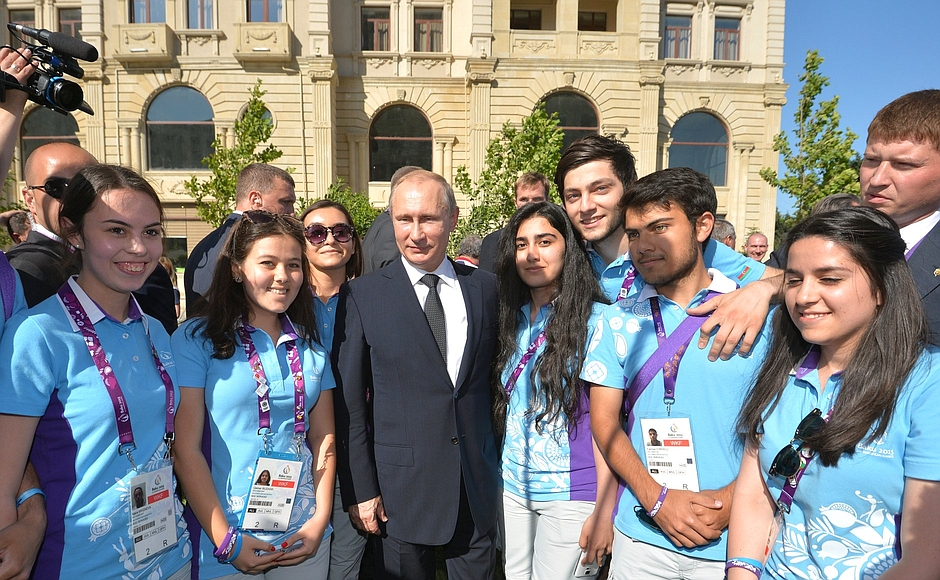
Волонтёры игр вместе с президентом России Владимиром Путиным, 13 июня 2015 года

Около 20 тысяч волонтёров как операционных, так и участников церемоний открытия и закрытия, были привлечены к подготовке к Европейским играм. Абсолютное их большинство составляет молодёжь.
Операционный Комитет игр (BEGOC) объявил, что волонтёры Первых Европейских Игр будут именоваться «Хранителями Огня». Волонтёрам поручено выполнение ключевых обязанностей во время Игр, включая оказание помощи спортсменам и официальным лицам, выполнение определённой работы во время спортивных соревнований, предоставления своей помощи зрителям и представителям СМИ. «Хранители огня» имеют возможность бесплатного пользования общественным транспортом чтобы добраться до объектов, а также обеспечены униформой, питанием и сим-картами от оператора мобильной связи Nar Mobile, являющимся официальным партнёром волонтёрской программы «Баку-2015».
На церемониях открытия и закрытия же игр примут участие около 6 тысяч волонтёров.

### Транспорт
В период проведения первых Европейских игр с целью уменьшения плотности транспорта в Баку с 1 до 30 июня въезд грузовых автомобилей на территорию города запрещён, а личные легковые автомобили, зарегистрированные в районах, в связи с организацией удобного и беспрерывного движения пешеходов и транспортных средств в городе не будут пропущены в Баку. Для автомобилей, прибывающих из районов в Баку во время проведения I Европейских игр, созданы бесплатные стоянки. При этом, водители, прибывающие со стороны Сумгаита могут оставить свои автомобили на территории торгового центра Эр-Рияд, со стороны Шемахи — недалеко от поста Мушвиг, а со стороны Кюрдамира и Астары — на 14-м км трассы Алят.

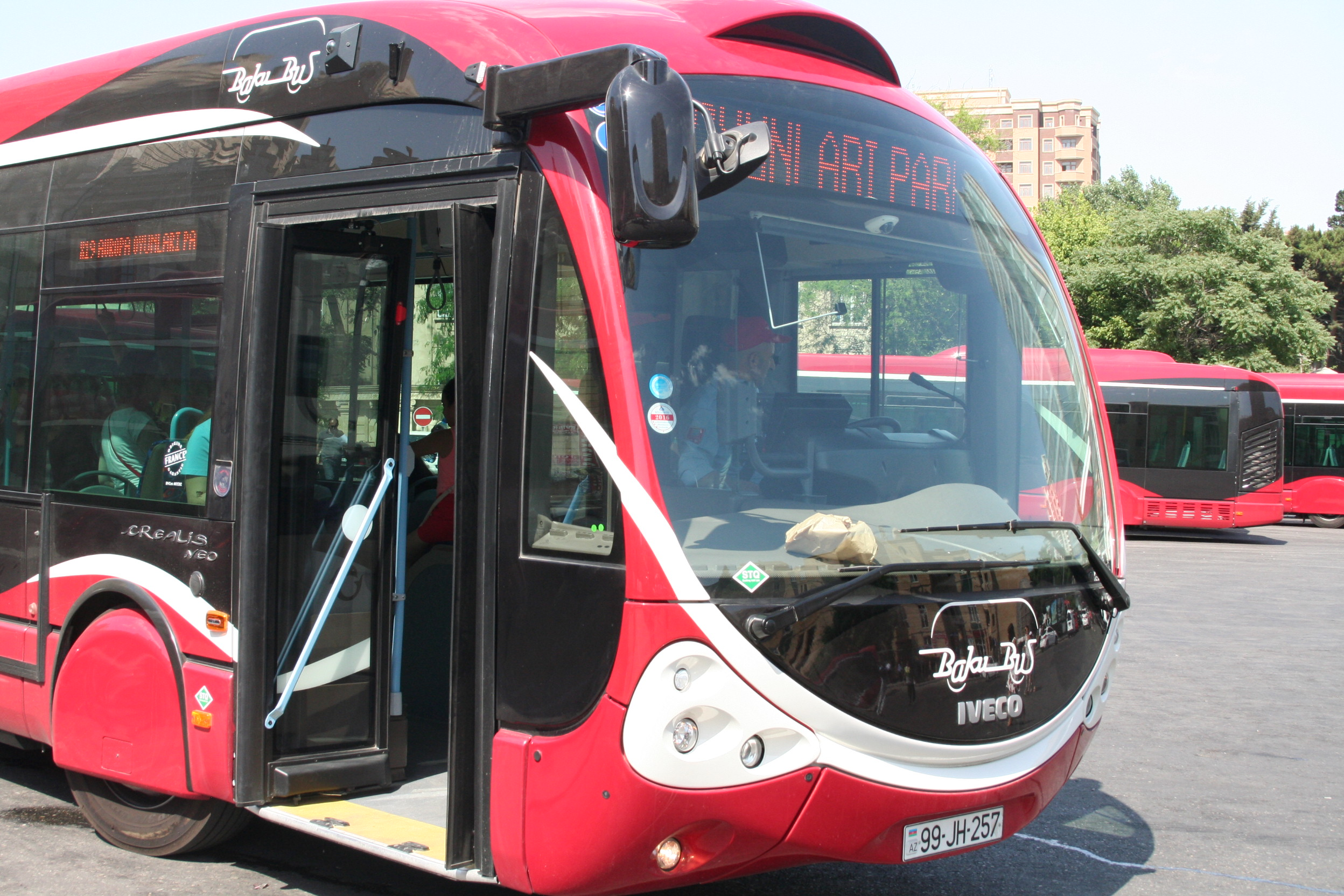
Бесплатный экспресс-автобус до арены Европейских игр 2015

Во время проведения Европейских игр общественный транспорт Баку перешёл на 20-часовой график работы — с 05:00 до 01:00, а до конца июня сотрудники Министерства транспорта Азербайджана будут работать в усиленном режиме. Также в рамках оптимизации и усовершенствования работы общественного транспорта, в связи с Евроиграми и в целом для предотвращения плотности движения из 310 маршрутов автобусов в Баку 170 были сокращены, а маршрут некоторых был изменён.
С 19 июня и до конца недели, то есть до полного завершения соревнований по велоспорту в рамках Европейских игр будет перекрыто движение транспорта на центральных улицах Баку.

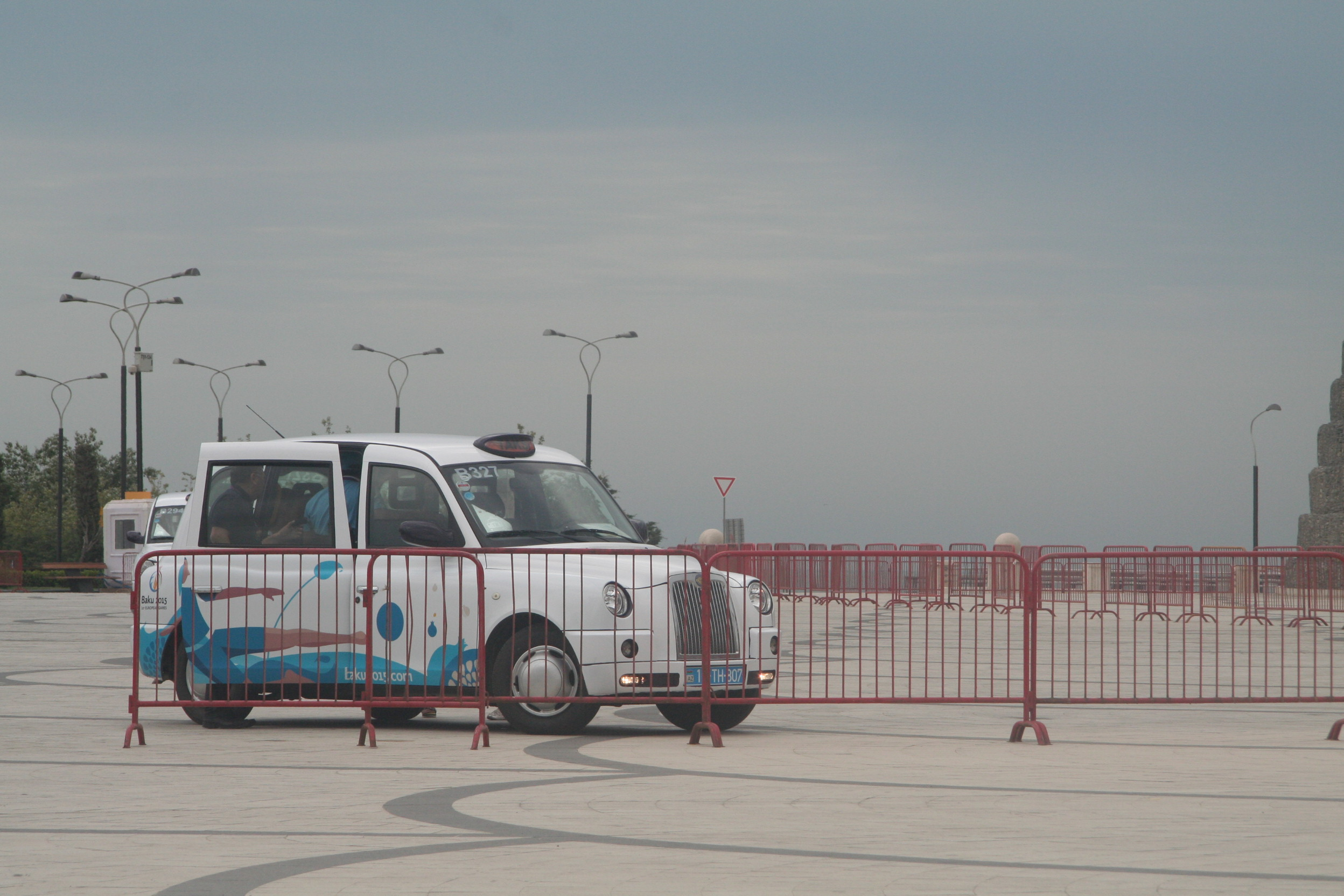
Один из белых «лондонских» такси для участников Игр

С целью увеличить уровень общественного транспорта для водителей такси были организованы специальные бесплатные курсы английского языка чтобы увеличить их языковую базу. Участникам Европейских игр, гостям и лицам, определённым организационным комитетом, а также лицам, у которых имеется пропуск на Евроигры, оказывают бесплатные услуги белые «лондонские» такси. Для оказания услуг привлечены опытные и профессиональные водители, прошедшие курсы иностранного языка, а также тренинги по обращению с пассажирами.
Зрители, у которых есть билеты на соревнования, могут бесплатно пользоваться услугами метро в дни Игр. Для этого они наряду с билетами должны представить на входе удостоверение личности. Зрители также могут воспользоваться бесплатными услугами экспресс-автобусов. Для этого следует предъявить билет и удостоверение личности. Остановки экспресс-автобусов располагаются неподалёку от станций метро «20 Января», «Элмляр Академиясы», «Азадлыг проспекти», «Гянджлик», «Гара Гараев» и «Халглар достлугу». После завершения соревнований покинуть арены также можно бесплатно на экспресс-автобусах и метро.

### Поддержка спонсоров

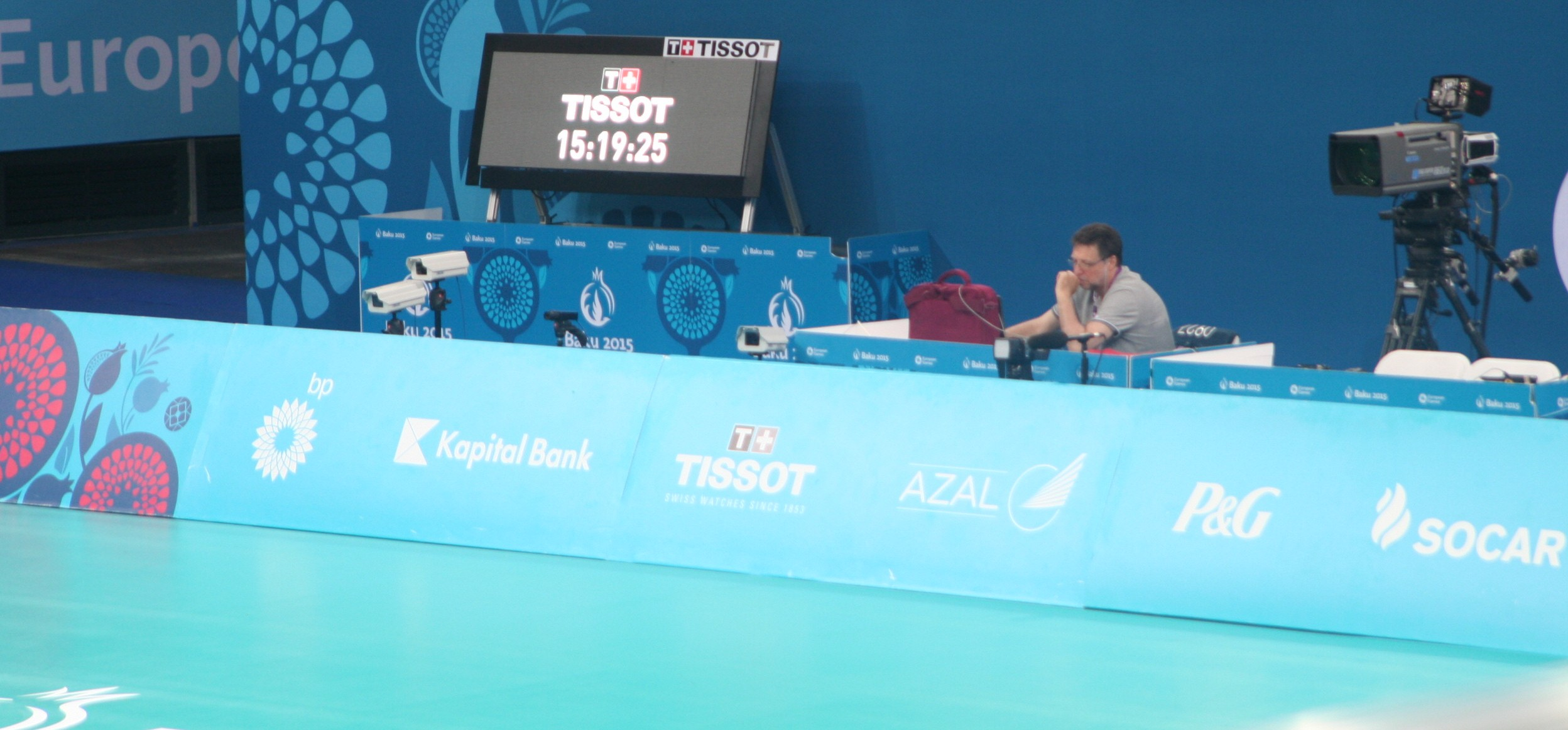
Рекламные баннеры с названиями спонсоров Игр в Бакинском кристальном зале во время соревнований по волейболу

Официальными партнёрами Европейских игр являются «Азербайджанские авиалинии» (AZAL), The Coca-Cola Company, BP, Kapital Bank, Nar Mobile, Procter & Gamble, SOCAR, Tissot, Nestlé, Azerkosmos, Azersun, Bazarstore, McDonald’s, Milla, Motorola, Naz, Sitecore, Tickethour.
При этом AZAL объявил, что предъявив аккредитационный пропуск на Европейские игры, граждане иностранных государств до конца 2015 года могут приобретать билеты на рейсы авиакомпании AZAL по всему миру с 50-процентной скидкой. Компания Coca-Cola в апреле 2015 года совместно с Операционным комитетом игр представила рекламный ролик и гимн, посвящённый Играм. Компания Tissot же стала официальным хронометристом Европейских игр 2015 в Баку. McDonald’s, в свою очередь, разработала специальное меню, посвящённое первым Европейским играм. ОАО «Azerkosmos» стал официальным вещателем игр через спутник Azerspace-1.
16 марта 2015 года был подписан договор о партнёрстве между ЮНИСЕФ и Операционным комитетом Европейских игр «Баку-2015».

## Символы

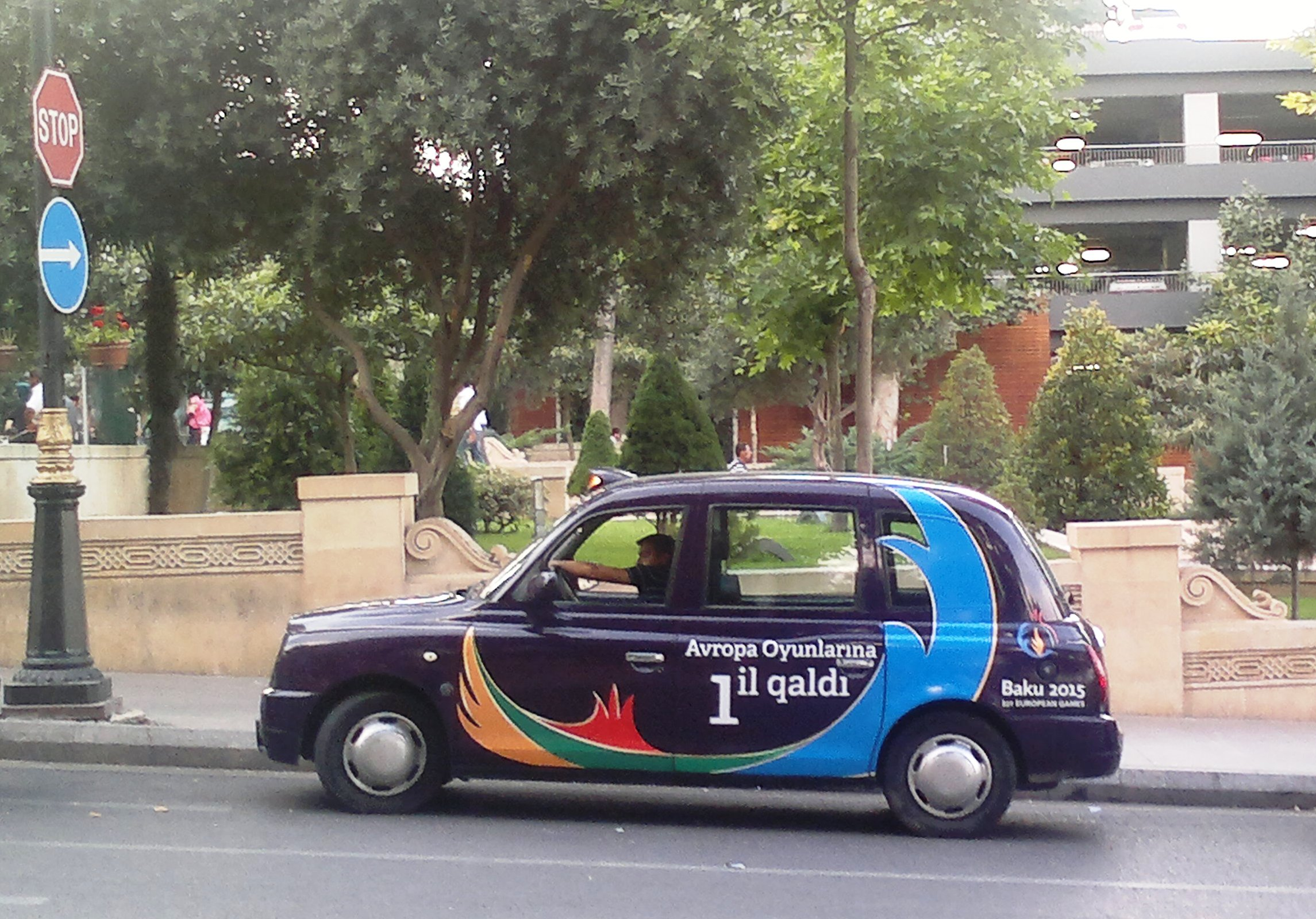
Такси в Баку с цветами логотипа игр и надписью «До Европейских игр остался 1 год»

### Эмблема
25 января 2013 года Министерство молодёжи и спорта Азербайджанской Республики объявило открытый конкурс на разработку логотипа первых Европейских игр 2015. Призовой фонд конкурса составил: 5000 (6410 $), 3000 (3846 $) и 2000 (2564 $) манат, для I, II и III мест соответственно.
23 ноября в бакинском отеле Hyatt Regency состоялась презентация логотипа Первых Европейских игр, автором которого был 35-летний Адам Юнисов. По задумке художника этот знак объединил в себе пять символов: огонь, воду, птицу феникс, элементы ковра и главный национальный фрукт — гранат. Юнисов, также присутствовавший на презентации, подчеркнул, что в своей работе при создании символа игр стремился к тому, чтобы «передать гордость азербайджанского народа и его готовность к приёму европейской спортивной Олимпиады». Министр молодёжи и спорта Азербайджана Азад Рагимов заявил, что в логотипе отражена азербайджанская приверженность традициям гостеприимства.
В ноябре 2013 года в футболках с логотипом I Европейских игр вышли на игру испанский футбольный клуб «Атлетико Мадрид» и французский «Ланс».

### Талисманы

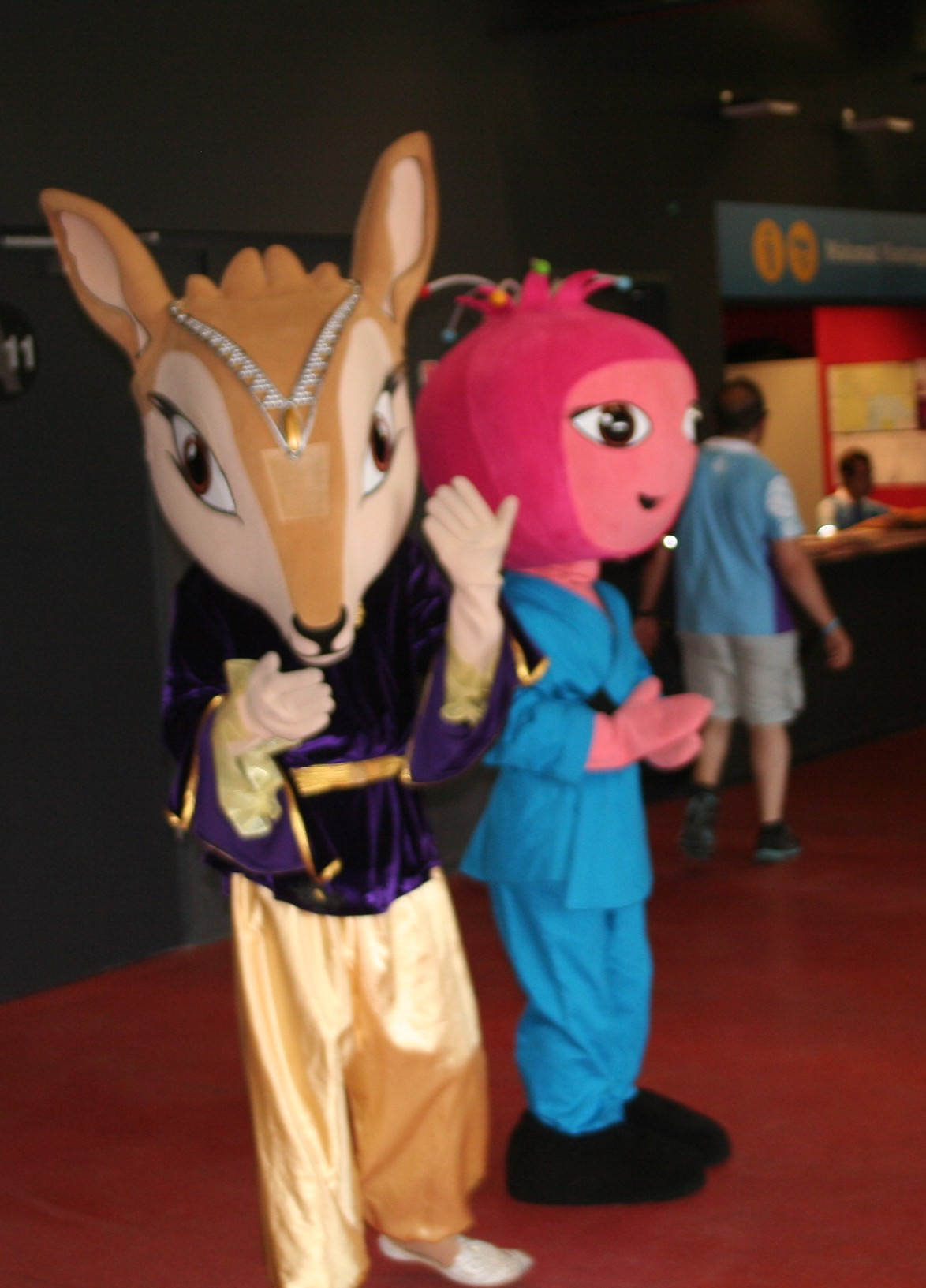
Джейран и Нар

25 ноября 2014 года Операционный комитет Европейских Игр Баку 2015, на официальной церемонии торжественно представил образы Джейрана (газель) и Нара (гранат) в качестве официальных талисманов соревнований.
Было отмечено, что Джейран и Гранат отражают историю Азербайджана и его перспективное будущее.
Джейран станет культурным послом Игр, давая гостям представление о богатом наследии Азербайджана, а Нар будет символизировать единство в азербайджанском фольклоре и широко использоваться в красочном бренде Баку-2015.
Джейран считается символом грации, природной красоты, изящества и чистоты в Азербайджане и охраняется государством. В свою очередь Нар (гранат) — это любящий солнечный свет фрукт, являющийся символом жизни и энергии. Родиной этого фрукта в Азербайджане, считается Гёйчай, где ежегодно проводится традиционный Праздник граната.

### Медали
4 марта 2015 года состоялась презентация медалей Европейских игр, посвящённая началу отсчёта последних 100 дней до старта игр. В презентации участвовали олимпийский чемпион, борец Намик Абдуллаев, паралимпийский чемпион по дзюдо Ильхам Закиев и победитель Юношеской Олимпиады, борец Теймур Мамедов.
Медали изготовлены азербайджанской компанией «Азерсувенир». На передней части медалей изображён логотип Евроигр, а на задней — эмблема и словесный товарный знак Европейского олимпийского комитета. Дизайн медалей был создан ювелирной компанией «Адамас» в сотрудничестве с азербайджанским художником Наргиз Гусейновой. Вес медали — 380 грамм

### Огонь игр

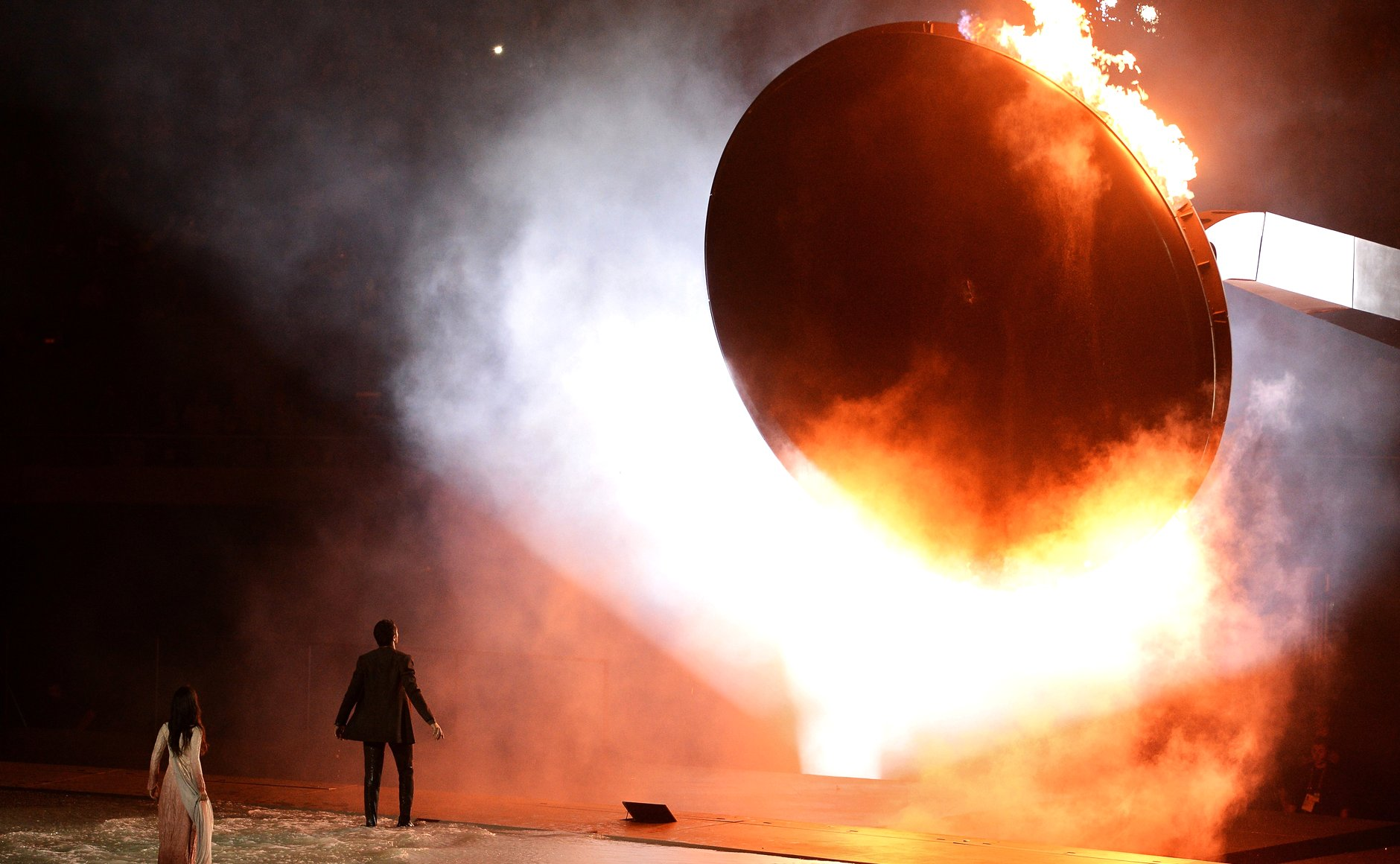
Зажжение огня
во время церемонии открытия игр

Огонь первых Европейских игр был зажжён в музейно-историческом комплексе «Атешгях». После этого эстафета «путешествия» огня Евроигр по различным уголкам Азербайджана заняла 48 дней. Эстафета прошла по 60 городам и районам Азербайджана. По словам министра молодёжи и спорта Азербайджана Азада Рагимова музейно-исторический комплекс Атешгях был выбран местом зажжения огня игр, так как это «идеальное место для подобного процесса». Огонь Евроигр был доставлен в Баку 7 июня. Общая протяжённость маршрута следования огня составила более 5,5 тысяч км. В эстафете огня приняло участие более 1 тысяч атлетов, были задействованы 132 транспортных средства.

## Церемония открытия

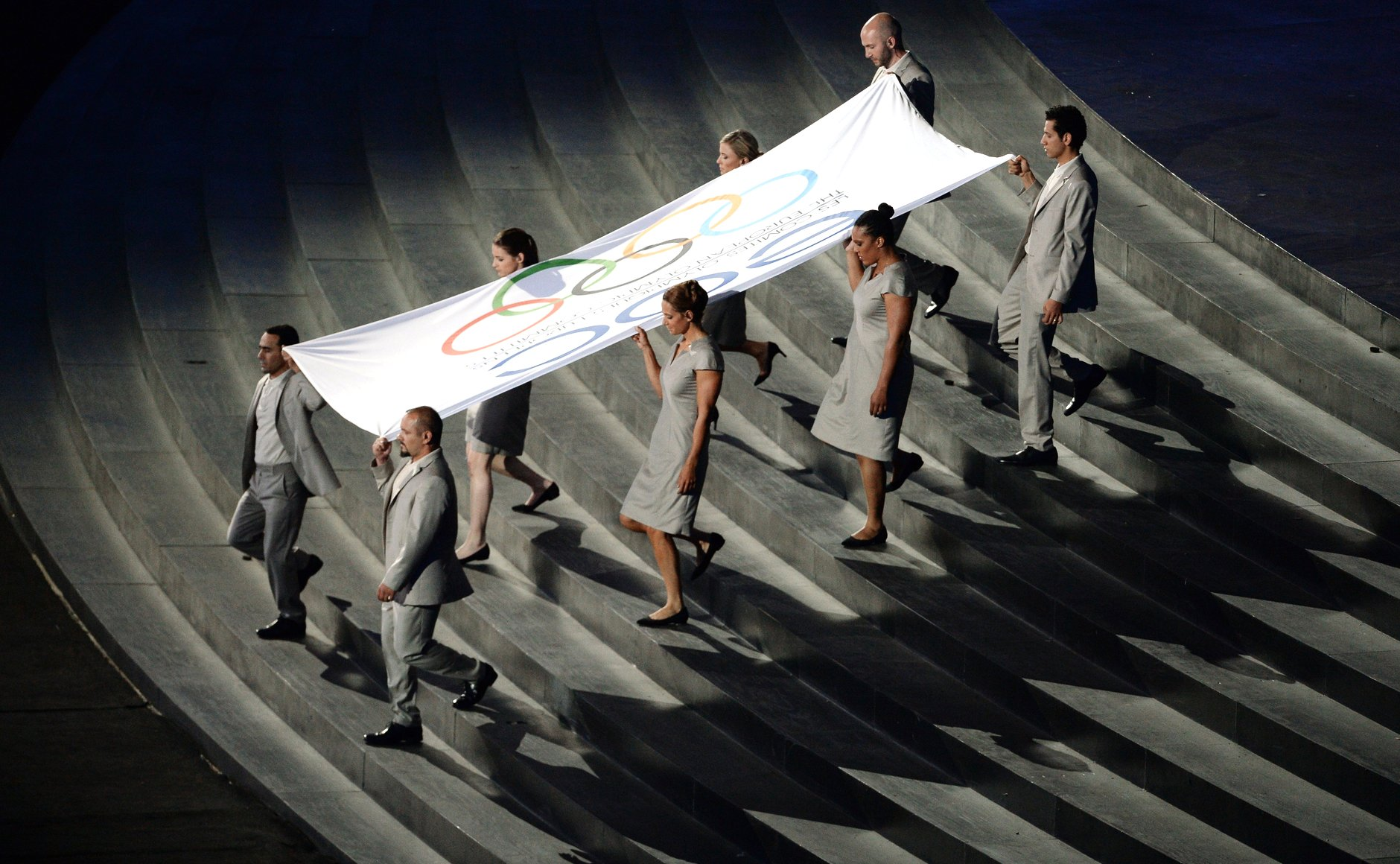
Олимпийские чемпионы из 8 стран Европы выносят флаг Европейского олимпийского комитета во время церемонии открытия игр

Церемония открытия I Европейских игр состоялась 12 июня 2015 года на Олимпийском стадионе в Баку. Официально Игры открыл Президент Азербайджанской Республики Ильхам Алиев. По традиции был проведён парад наций, который открыла Греция, а завершили представители команды хозяев — Азербайджана. Спортсмены из Косова во время парада делегаций стран-участниц впервые прошли под своим флагом.
На церемонии открытия присутствовали глава Международного олимпийского комитета (МОК) Томас Бах, а также главы 6 государств, чьи спортсмены принимали участие в соревнованиях: президент России Владимир Путин, князь Монако Альбер II, президент Беларуси Александр Лукашенко, президент Турции Реджеп Тайип Эрдоган, президент Сербии Томислав Николич, президент Черногории Филип Вуянович. Кроме того на церемонии открытия присутствовали президент Туркменистана Гурбангулы Бердымухамедов и президент Таджикистана Эмомали Рахмон. Факел на сцену доставил дзюдоист Ильхам Закиев (в сопровождении тхэквондиста Саида Гулиева). Огонь игр зажгли женщина (Наргиз Насирзаде) и мужчина (Айдемир Айдемиров). Также на церемонии открытия выступила Леди Гага, исполнив песню «Imagine».
Ряд лидеров Европейского союза проигнорировали церемонию открытия.

## Соревнования
В программу Европейских игр вошло 20 видов спорта, 16 олимпийских и 4 неолимпийских.
К концу 2012 года были известны 13 видов спорта, которые будут представлены на Играх. Это были стрельба из лука, бадминтон, бокс, гребля на байдарках и каноэ, фехтование, гандбол, дзюдо, регби-7, стрельба, тхэквондо, настольный теннис, триатлон и волейбол. Также в декабре 2012 по поводу включения карате в программу игр была достигнута договорённость, а также подписано соглашение о намерениях между Европейскими олимпийскими комитетами (EOC) и Всемирной федерацией каратэ (WKF). Кроме того предполагалось, что вторым неолимпийским видом спорта станут спортивные танцы.
В январе 2013 года соревнования по гимнастике были включены в программу Европейских игр 2015 года.
В марте 2013 года в программу игр была включена борьба. Кроме того, из-за включения борьбы в программу первых Европейских игр чемпионат Европы по борьбе в 2015 году проводиться не будет.
В мае 2013 года своё участие в Играх подтвердила Международная ассоциация любительского бокса (AIBA).
В сентябре 2013 года Европейскими олимпийскими комитетами и Операционным Комитетом Европейских игр Баку 2015 было принято решение о включении в игры соревнований ещё по двум дисциплинам в гимнастике — в акробатике и аэробике. В соревнованиях по акробатике будут представлены смешанные пары и женские группы, в турнире по аэробике также выступят комбинированные дуэты и группы в составе пяти гимнастов. Квалификация на игры 2015 по аэробике начались на ноябрьском чемпионате Европы во Франции. Таким образом, гимнастика на Европейских играх в Баку будет представлена художественной гимнастикой, мужской и женской спортивной гимнастикой, прыжками на батуте, акробатикой и аэробикой. Соревнования пройдут с 12 по 28 июня 2015 года на Национальной гимнастической арене.

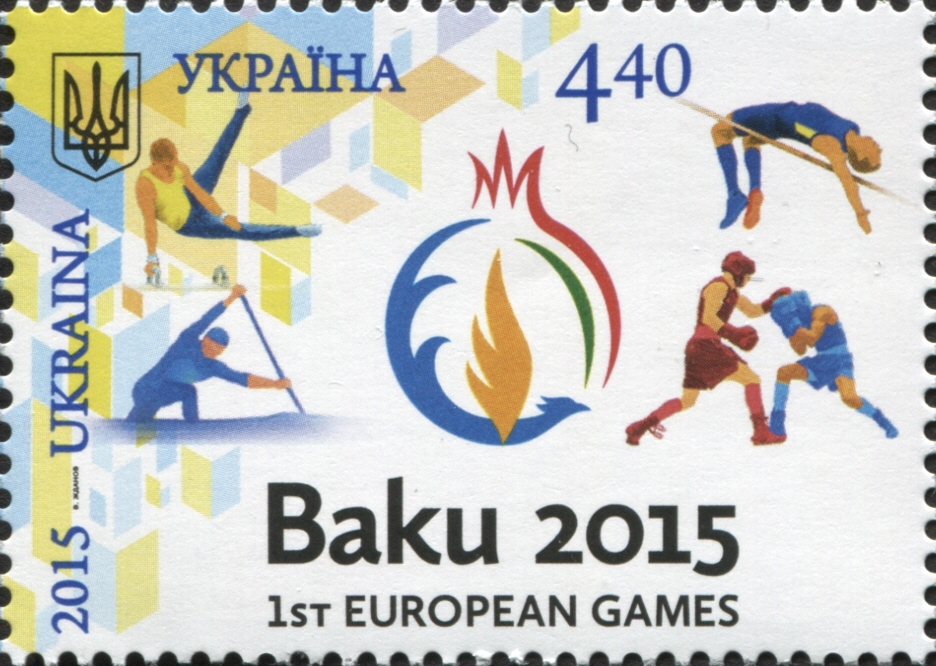
Почтовая марка Украины

В ноябре 2013 года плавание, прыжки в воду, синхронное плавание и водное поло были официально включены в программу I Европейских игр. Сборные континента будут представлены юниорскими составами. В связи с тем, что по плаванию будет проходить чемпионат Европы, соревнования в этом виде спорта будут соревнованиями среди юниоров.
В феврале 2014 года в программу Европейских игр вошла лёгкая атлетика. Поскольку лёгкая атлетика также уже имеет свой объявленный чемпионат Европы, соревнования по лёгкой атлетике будут одновременно соревнованиями 3-й лиги командного чемпионата Европы, которые пройдут на Олимпийском стадионе. В связи со включением в программу игр лёгкой атлетики количество участников достигло 6000.
29 августа 2014 года было объявлено, что в программу Европейских игр вошло самбо.
Соревнования проходили по 30 видам спорта:
- Акробатика
- Аэробика
- Бадминтон
- Баскетбол 3×3
- Бокс
- Борьба
  - Вольная
  - Греко-римская
  - Женская
- Велоспорт
  -  Шоссейный велоспорт
  -  Маунтинбайк
  -  BMX
- Водное поло
- Волейбол
- Гребля на байдарках и каноэ
- Дзюдо
- Карате
- Лёгкая атлетика
- Плавание
  - Подводное плавание (показательные выступления)
- Пляжный волейбол
- Пляжный футбол
- Прыжки на батуте
- Прыжки в воду
- Настольный теннис
- Самбо
- Синхронное плавание
- Спортивная гимнастика
- Стрельба
- Стрельба из лука
- Триатлон
- Тхэквондо
- Фехтование
- Художественная гимнастика

В одиннадцати видах спорта (велоспорт, стрельба из лука, лёгкая атлетика, бокс, плавание, настольный теннис, тхэквондо, триатлон, пляжный волейбол, борьба и стрельба) будут разыграны лицензии на Олимпийские игры 2016.
Помимо этого в рамках Евроигр пройдут соревнования по паралимпийскому дзюдо. Соревнования пройдут в двух категориях — в весе свыше 90 кг у мужчин и до 57 кг у женщин.

### Акробатика
Соревнования по акробатике прошли с 17 по 21 июня в Национальной гимнастической арене. 48 спортсменов разыграли четыре комплекта медалей. Соревнования прошли по трём дисциплинам среди женских команд и смешанных команд. Представители 4 стран стали призёрами соревнований. Лучшего результата на Играх добилась сборная России, выигравшая все золотые медали в смешанных командах, и Бельгии, выигравшая все золотые медали в женских командах.

### Аэробика
Соревнования по аэробике прошли с 17 по 21 июня в Национальной гимнастической арене. 58 спортсменов разыграли два комплекта медалей. Соревнования прошли среди смешанных пар и смешанных команд. Представители 5 стран стали призёрами соревнований. Лучшего результата на Играх добилась сборная Испании, выигравшая две медали, одна из которых золотая в смешанных парах. Победителем соревнований среди смешанных команд стала сборная Венгрии.

### Бадминтон
Соревнования по бадминтону, прошли с 22 по 28 июня во Дворце спорта. Было разыграно пять комплектов наград, по две в мужском и женском одиночном и парном разрядах, а также в миксте. Обладателями трёх золотых комплектов наград стали бадминтонисты Дании по одной золотой медали выиграли представители Болгарии и Испании. В соревнованиях приняло участие 160 спортсменов. Всего призёрами Игр стали представители 10 стран.

### Баскетбол
Соревнования по баскетболу прошли с 23 по 26 июня в Баскетбольной арене. 128 спортсменов (16 команд) разыграли два комплекта медалей. Соревнования проходили по баскетболу 3x3 среди мужчин и женщин. Представители 4 стран стали призёрами соревнований. Лучшего результата на Играх добилась сборная России, ставшая победителем в обоих соревнованиях. Второе место среди мужчин досталось команде Испании, а среди женщин — Украине. Бронзовую медаль выиграли Сербия (среди мужчин) и Испания (среди женщин)

### Бокс

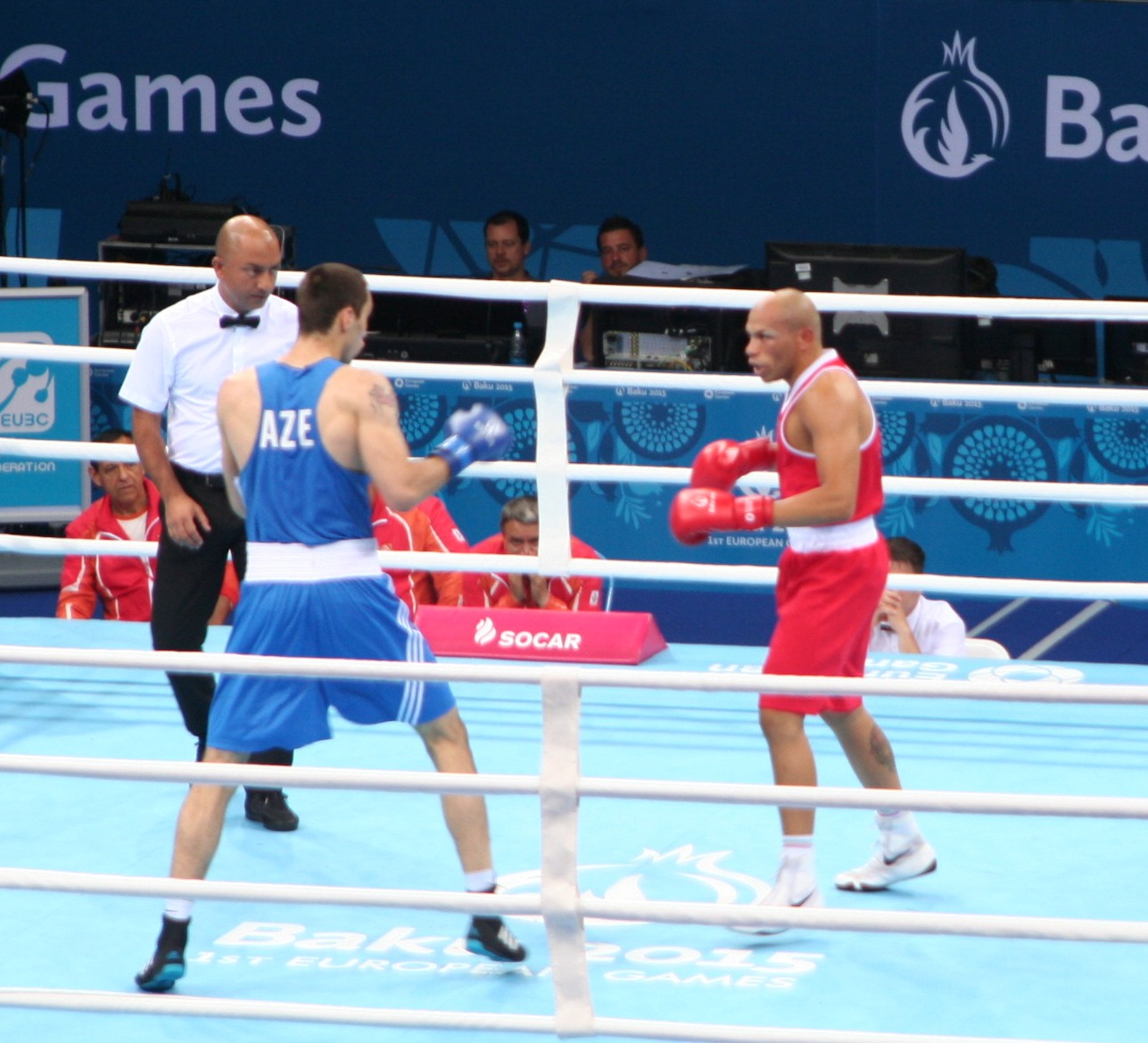
Финальный бой между Теймуром Мамедовым из Азербайджана и Валентино Манфредония из Италии (до 81 кг)

Соревнования по боксу, прошли с 16 по 27 июня в Бакинском кристальном зале. 296 спортсменов (214 мужчин и 80 женщин) разыграли пятнадцать комплектов медалей. Соревнования прошли в десяти весовых категориях среди мужчин и пяти — среди женщин. Представители 16 стран стали призёрами соревнований. Лучшего результата на Играх добилась сборная Азербайджана, выигравшая 11 медалей, 6 из которых были золотыми.

### Борьба

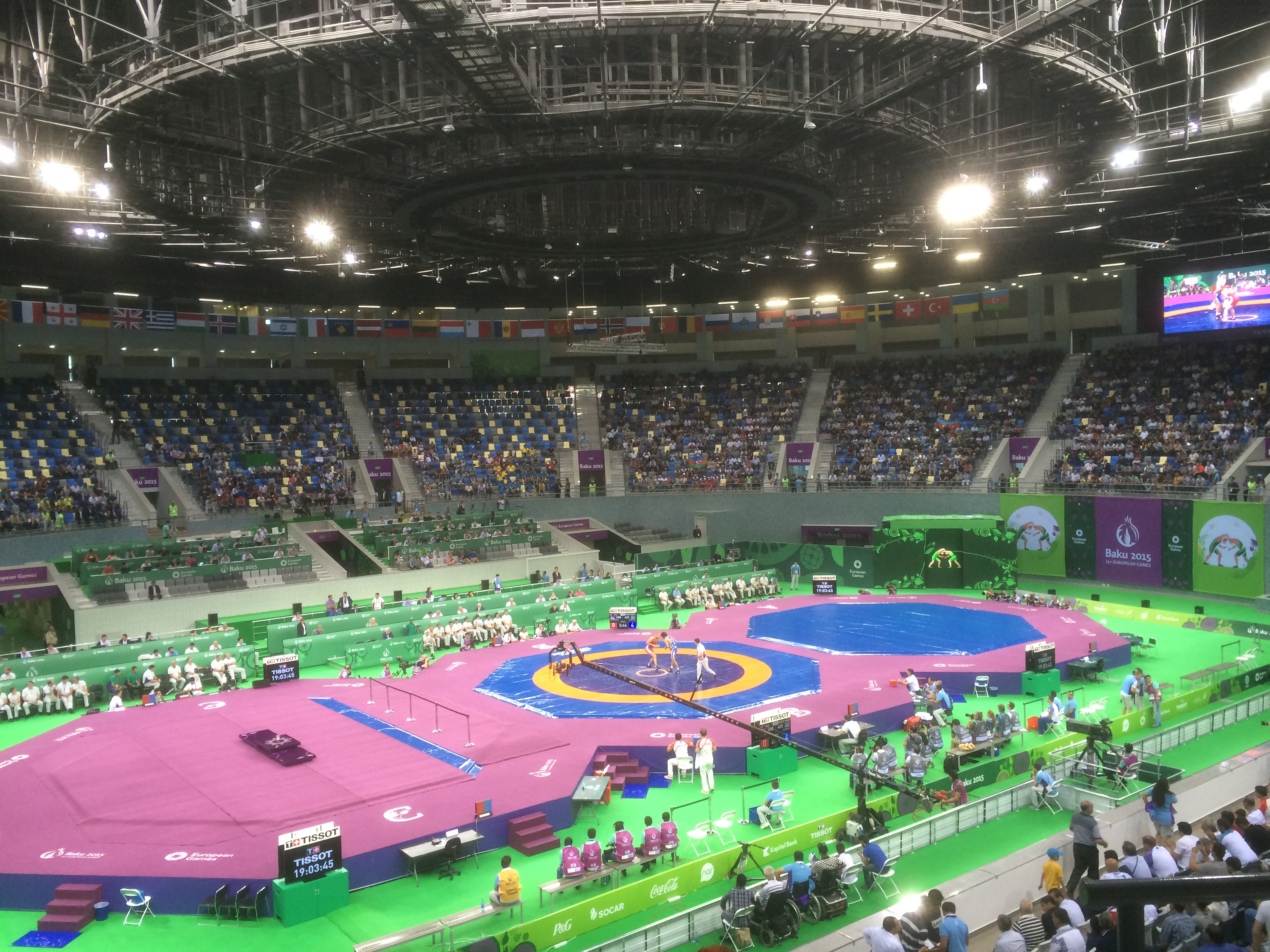
Финальная схватка между Эльвином Мурсалиевым из Азербайджана и Виктором Немешом из Сербии (до 75 кг)

Соревнования по борьбе, прошли с 13 по 18 июня в Арене имени Гейдара Алиева. 400 спортсменов из 39 стран разыграли восемнадцать комплектов медалей. Соревнования прошли по вольной и греко-римской борьбе. Мужчины участвовали в обеих дисциплинах, а женщины — только в вольной. Представители 18 стран стали призёрами соревнований. Лучшего результата на играх добилась сборная России, выигравшая 18 медалей, 11 из которых были золотыми.

### Велоспорт
Состязания по велоспорту прошли с 13 по 28 июня. Маунтинбайк и BMX прошли в соответствующих велопарках (для маунтинбайка и BMX), а шоссейные гонки были проведены на различных улицах Баку. В соревнованиях приняло участие 346 спортсменов, разыгравшие 8 комплектов наград. Лучшего результата добились сборные Швейцарии и Беларуси, представители которых 2 раз поднимались на высшую ступень пьедестала почёта, по одной золотой медали были выиграны спортсменами Нидерландов, Дании, Франции и Испании. В маунтинбайке все медали, за исключением бронзовой в соревнованиях у женщин, были выиграны спортсменами из Швейцарии. При этом швейцарка Йоланда Нефф выиграла первую в истории золотую медаль Европейских игр.

### Водное поло

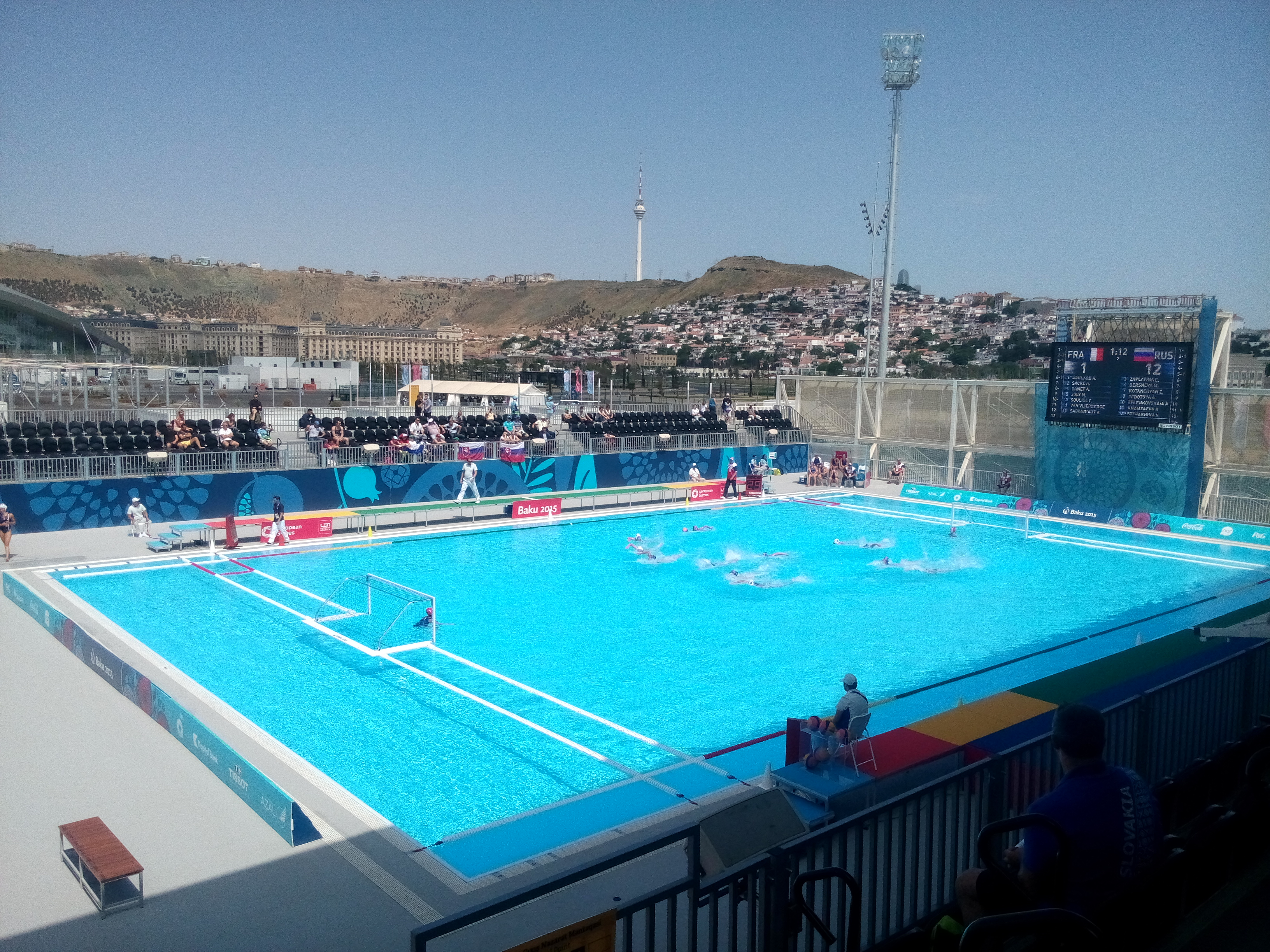
Матч группы B между сборными России и Франции в соревнованиях среди женщин

Соревнования по водному поло, прошли с 12 по 21 июня в Арена водного поло. 364 спортсменов (208 мужчин из 16 стран и 156 женщин из 12 стран) разыграли два комплекта медалей, среди мужчин и женщин. Представители 4 стран стали призёрами соревнований. Победителем среди мужчин стала сборная Сербии, а среди женщин — сборная России. Сборные Испании и Греции взяли соответственно серебряные и бронзовые медали в обеих дисциплинах.

### Волейбол

Финальный матч между женскими сборными Турции и Польши

Турнир по волейболу, прошёл с 13 по 28 июня. В волейболе на паркетном покрытии, который проходил в Бакинском кристальном зале, приняли участие по 12 мужских и женских сборных, а в пляжном — 32 мужских и 31 женская пара. Было разыграно 4 комплекта наград. Победителем среди мужчин на паркете стала сборная Германии, а среди женщин — Турции. Сильнейшей женской сборной по пляжному волейболу стала команда Швейцарии. В мужском же турнире победу одержала сборная Латвии.

### Гребля на байдарках и каноэ
Соревнования по гребле на байдарках и каноэ, прошли с 14 по 16 июня в Олимпийском учебно-спортивном центре «Кюр» в городе Мингечевир. 350 спортсменов разыграли пятнадцать комплектов медалей. Представители 17 стран стали призёрами соревнований. Лучшего результата на Играх добилась сборная Венгрии, выигравшая 10 медалей, 5 из которых были золотыми. Также немец Макс Хофф, венгры Золтан Каммерер и Данута Козак, а также белоруска Марина Литвинчук стали двукратными чемпионами Европейских игр.

### Дзюдо

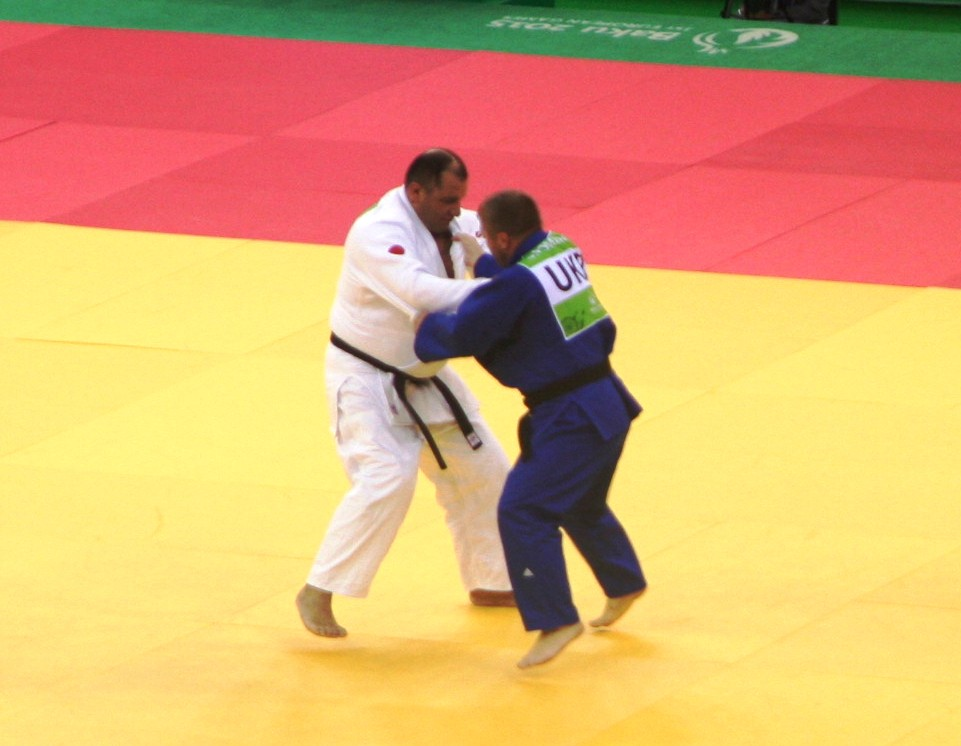
Финальная схватка между Ильхамом Закиевым из Азербайджана и Александром Поминовым с Украины (слепые, от 90 кг)

Соревнования по дзюдо, прошли с 25 по 28 июня в Арене имени Гейдара Алиева. 350 спортсменов (209 мужчин и 141 женщин) разыграли шестнадцать комплектов медалей. В рамках соревнований проходили и состязания среди паралимпийцев — в весе 90 кг и выше у мужчин и до 75 кг у женщин. А в связи с тем, что Чемпионат Европы по дзюдо 2015 года пройдёт в Баку в рамках Европейских игр, Европейский союз дзюдо лишил британский Глазго права на проведение чемпионата Европы-2015, который должен был пройти в апреле. Представители 20 стран стали призёрами соревнований. Лучшего результата на играх добились сборные Франция, России и Нидерландов, выигравшие по 3 золотые медали. В командных же турнирах, как среди мужчин, так и среди женщин, победу одержали команды из Франции.

### Карате
Соревнования по карате, прошли 13 и 14 июня в Бакинском кристальном зале. 96 спортсменов из 38 стран разыграли двенадцать комплектов медалей. Соревнования прошли по двум дисциплинам — среди мужчин и среди женщин. Представители 12 стран стали призёрами соревнований. Лучшего результата на Играх добилась сборная Азербайджана, выигравшая 6 медалей, 4 из которых были золотыми.

### Лёгкая атлетика
Соревнования по лёгкой атлетике, прошли 21 и 22 июня на Олимпийском стадионе Баку. 600 спортсменов из 13 стран и ассоциации атлетов маленьких государств разыграли один комплект медалей. Соревнования были одновременно соревнованиями 3-й лиги командного чемпионата Европы. Победителем стала сборная Словакии. Второе место досталось Австрии, третье — сборной Израиля. Позднее в связи с пересчётом очков в программе метания молота Австрия обошла Словакию.

### Настольный теннис
Соревнования по настольному теннису, прошли с 13 по 19 июня во Дворце спорта. 128 спортсменов разыграли четыре комплекта медалей. Соревнования прошли по четырём дисциплинам — индивидуальные и команды среди мужчин и среди женщин. Представители 9 стран стали призёрами соревнований. Лучшего результата на Играх добилась сборная Германии, выигравшая 2 золотые медали.

### Плавание
Соревнования по плаванию прошли с 23 по 27 июня во Дворце водных видов спорта. 526 спортсменов разыграли 42 комплекта медалей. Соревнования проходили среди юниоров. Представители 18 стран стали призёрами соревнований. Лучшего результата на Играх добилась сборная России, выигравшая 42 медали, 23 из которых были золотыми. При этом россияне Арина Опёнышева стала семикратной, Мария Каменева и Полина Егорова — шестикратными, а Антон Чупков, Даниил Пахомов и Мария Асташкина — четырёхкратными победителями Игр.

#### Подводное плавание
Показательные выступления по подводному плаванию, прошли 27 июня. Установлено 2 рекорда Европы, лучшие результаты во всех 4 дисциплинах показали российские спортсмены.

### Пляжный футбол
Соревнования по пляжному футболу прошли с 24 по 28 июня на Пляжной арене. 8 команд, каждая из которых состояла из 12 игроков, приняли участие в турнире у мужчин. Этот турнир был единственным чисто мужским турниром на Европейских играх 2015 года. Победителем стала сборная России, второе место досталось сборной Италии, а третье — Португалии.

### Прыжки в воду

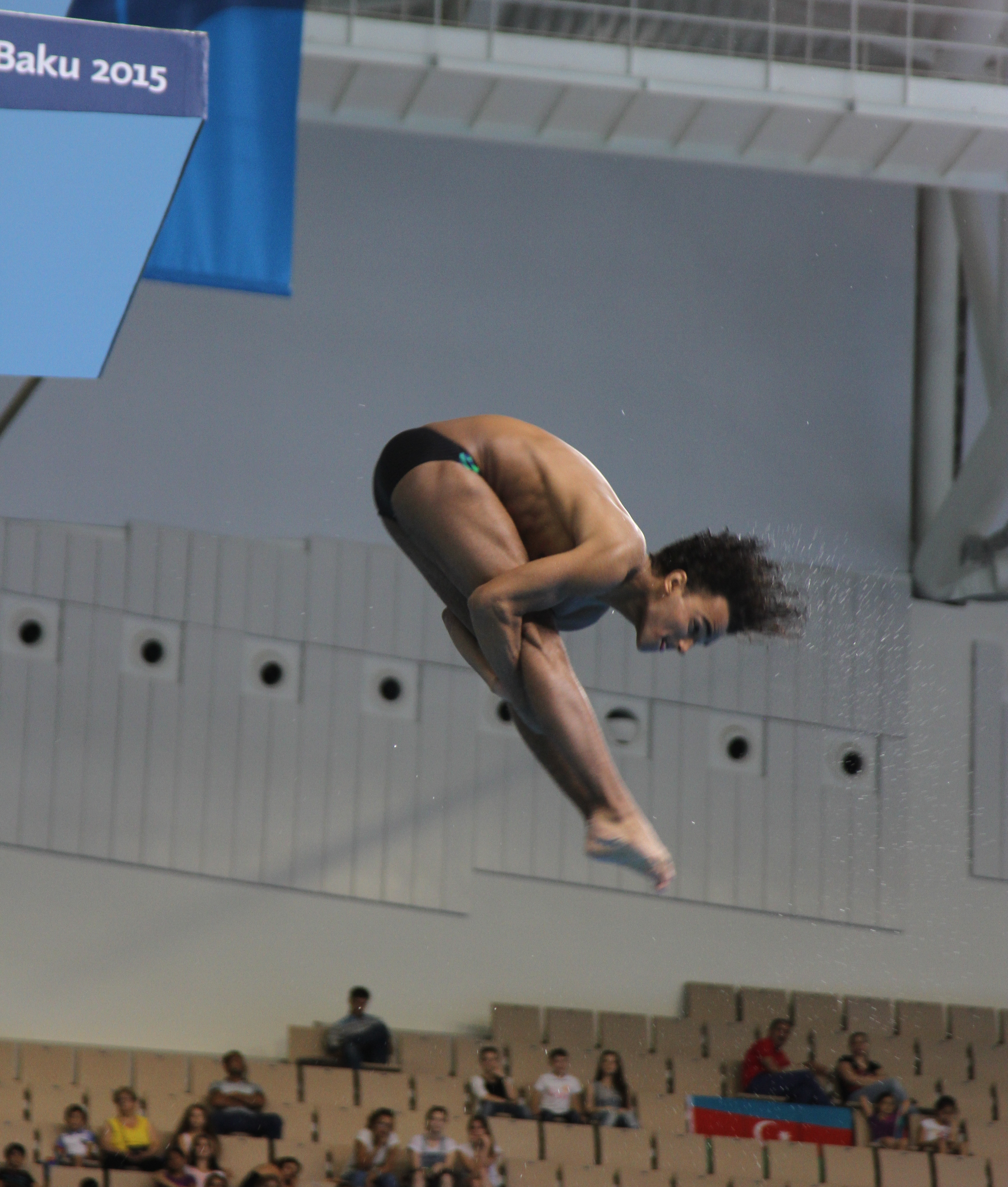
Андреас Ларсен из Дании соревнуется в прыжках в воду

Соревнования по прыжкам в воду прошли с 17 по 21 июня во Дворце водных видов спорта. 160 спортсменов из 8 стран разыграли восемь комплектов медалей. Соревнования прошли по четырём дисциплинам среди мужчин и по стольким же — среди женщин. Представители 6 стран стали призёрами соревнований. Лучшего результата на Играх добилась сборная Великобритании, выигравшая 6 медалей, 4 из которых были золотыми.

### Прыжки на батуте
Соревнования по прыжкам на батуте прошли с 17 по 21 июня в Национальной гимнастической арене. 46 спортсменов разыграли четыре комплекта медалей. Соревнования прошли по двум дисциплинам среди мужчин и по двум — среди женщин. Представители 7 стран стали призёрами соревнований. Лучшего результата на Играх добилась сборная России, выигравшая все 4 золотые медали. Также россияне Дмитрий Ушаков и Яна Павлова стали двукратными чемпионами Европейских игр. На соревнованиях среди мужских пар 19-летний волонтёр Эльчин Алибейли спас польского гимнаста Бартоломея Хеса, прыгнувшего мимо батута. Он буквально на лету подхватил падавшего гимнаста, и оба рухнули на пол. В результате Хес не получил травм.

### Самбо
Соревнования по самбо, прошли 22 июня в Арене имени Гейдара Алиева. 77 спортсменов из 22 стран разыграли восемь комплектов медалей. Соревнования прошли среди мужчин и женщин. Представители 10 стран стали призёрами соревнований. Лучшего результата на Играх добилась сборная России, выигравшая 8 медалей, 5 из которых были золотыми.

### Синхронное плавание
Соревнования по синхронному плаванию, прошли с 12 по 16 июня во Дворце водных видов спорта. 150 спортсменов из 21 страны разыграли четыре комплекта медалей. Соревнования прошли по четырём дисциплинам. Представители 4 стран стали призёрами соревнований. Лучшего результата на Играх добилась сборная России, выигравшая все 4 золотые медали. При этом россиянки Анисия Неборако, Валерия Филенкова и Дарья Кулагина стали трёхкратными чемпионами Европейских игр.

### Спортивная гимнастика

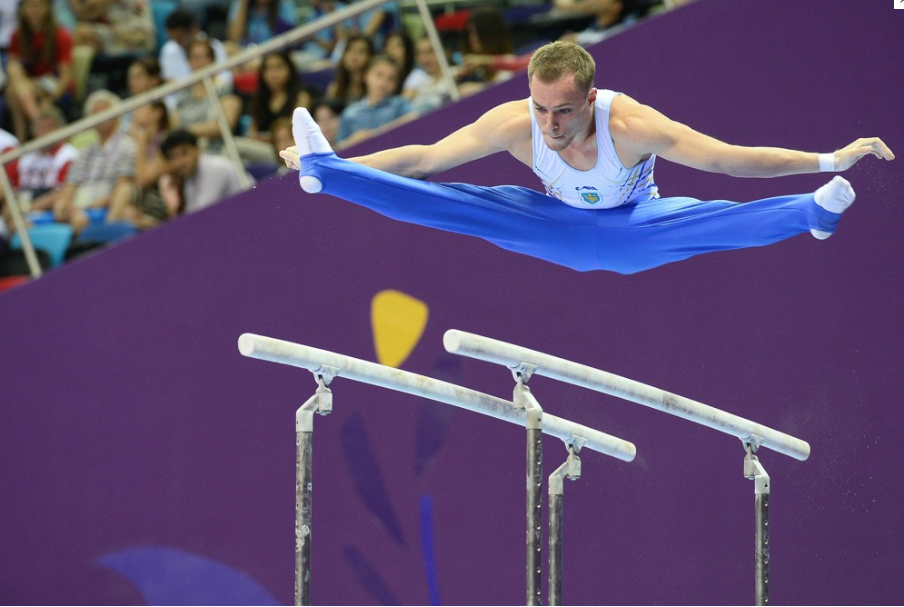
Выступление Олега Верняева с Украины на параллельных брусьях

Соревнования по спортивной гимнастике, прошли с 14 по 20 июня в Национальной гимнастической арене. 172 спортсмена разыграли четырнадцать комплектов медалей. Соревнования прошли по восьми дисциплинам среди мужчин и шести — среди женщин. Представители 12 стран стали призёрами соревнований. Лучшего результата на Играх добилась сборная России, выигравшая 11 медалей, 4 из которых были золотыми. Также россиянка Алия Мустафина стала трёхкратной, а швейцарка Джулия Штайнгрубер и украинец Олег Верняев — двукратными чемпионами Европейских игр.

### Стрельба
Соревнования по стрельбе прошли с 16 по 22 июня в Бакинском стрелковом центре. 330 спортсменов разыграли девятнадцать комплектов медалей. Соревнования прошли по девяти дисциплинам среди мужчин, шести — среди женщин, и четырём — среди смешанных команд. Представители 23 стран стали призёрами соревнований. Лучшего результата на Играх добилась сборная Италии, выигравшая 10 медалей, 4 из которых были золотыми. Также итальянцы Валерио Лукини и Петра Зубласинг, и немец Кристиан Райц стали двукратными чемпионами Европейских игр.

### Стрельба из лука
Соревнования по стрельбе из лука прошли с 17 по 22 июня на Республиканском стадионе имени Тофика Бахрамова. 128 спортсменов разыграли пять комплектов медалей. Соревнования прошли по двум дисциплинам среди мужчин и по двум — среди женщин, а также среди смешанных команд. Представители 8 стран стали призёрами соревнований. Лучшего результата на Играх добилась сборная Италии, выигравшая 2 золотые медали. Также представительница Италии Наталья Валеева стала двукратной чемпионкой Европейских игр.

### Триатлон
Соревнования по триатлону, прошли 13 и 14 июня. 130 спортсменов из 30 стран разыграли два комплекта медалей. Соревнования прошли по двум дисциплинам — среди мужчин и среди женщин. Представители 6 стран стали призёрами соревнований. Лучшего результата на Играх добились сборные Великобритании и Швейцарии, выигравшие по одной золотой медали.

### Тхэквондо
Соревнования по тхэквондо, прошли с 16 по 19 июня в Бакинском кристальном зале. 128 спортсменов из 32 стран разыграли восемь комплектов медалей. Соревнования прошли по двум дисциплинам — среди мужчин и среди женщин. Представители 12 стран стали призёрами соревнований. Лучшего результата на Играх добилась сборная Азербайджана, выигравшая 5 медалей, 3 из которых были золотыми.

### Фехтование
Соревнования по фехтованию, прошли с 22 по 27 июня в Бакинском кристальном зале. 300 спортсменов (150 мужчин и 150 женщин) разыграли двенадцать комплектов медалей. Соревнования прошли по трём дисциплинам (шпага, рапира и сабля) как среди команд, так и индивидуально — среди мужчин и среди женщин. Представители 11 стран стали призёрами соревнований. Лучшего результата на Играх добилась сборная Италии, выигравшая 11 медалей, 3 из которых были золотыми. При этом, представитель Франции Иван Тревехо и румынка Ана Мария Брынзэ тали двукратными победителями Европейских игр.

### Художественная гимнастика
Соревнования по художественной гимнастике, прошли с 17 по 21 июня в Национальной гимнастической арене. 180 спортсменок разыграли восемь комплектов медалей. Индивидуальные соревнования прошли по пяти дисциплинам, командные — по трём. Представители 6 стран стали призёрами соревнований. Лучшего результата на Играх добилась сборная России, выигравшая 8 медалей, 7 из которых были золотыми. Также россиянка Яна Кудрявцева стала четырёхкратной чемпионкой Европейских игр.

## Расписание
Календарь игр выглядит следующим образом:
| ЦО | Церемония открытия | ● | Квалификации | 1 | Финалы соревнований | ЦЗ | Церемония закрытия |

| Июнь                        | Июнь                        | 12 Пт | 13 Сб | 14 Вс | 15 Пн | 16 Вт | 17 Ср | 18 Чт | 19 Пт | 20 Сб | 21 Вс | 22 Пн | 23 Вт | 24 Ср | 25 Чт | 26 Пт | 27 Сб | 28 Вс | Медали |
| --------------------------- | --------------------------- | ----- | ----- | ----- | ----- | ----- | ----- | ----- | ----- | ----- | ----- | ----- | ----- | ----- | ----- | ----- | ----- | ----- | ------ |
| Церемонии                   | Церемонии                   | ЦО    |       |       |       |       |       |       |       |       |       |       |       |       |       |       |       | ЦЗ    |        |
| Акробатика                  | Акробатика                  |       |       |       |       |       | ●     |       | 2     |       | 4     |       |       |       |       |       |       |       | 6      |
| Аэробика                    | Аэробика                    |       |       |       |       |       | ●     |       | ●     |       | 2     |       |       |       |       |       |       |       | 2      |
| Бадминтон                   | Бадминтон                   |       |       |       |       |       |       |       |       |       |       | ●     | ●     | ●     | ●     | ●     | 2     | 3     | 5      |
| Баскетбол 3×3               | Баскетбол 3×3               |       |       |       |       |       |       |       |       |       |       |       | ●     | ●     | ●     | 2     |       |       | 2      |
| Бокс                        | Бокс                        |       |       |       |       | ●     | ●     | ●     | ●     | ●     | ●     | ●     | ●     | ●     | 5     | 5     | 5     |       | 15     |
| Борьба                      | Борьба                      |       | 4     | 4     | 4     | 4     | 4     | 4     |       |       |       |       |       |       |       |       |       |       | 24     |
| Велоспорт                   | Велоспорт                   |       | 2     |       |       |       |       | 2     |       | 1     | 1     |       |       |       |       | ●     | ●     | 2     | 8      |
| Водное поло                 | Водное поло                 | ●     | ●     | ●     | ●     | ●     | ●     | ●     | ●     | 1     | 1     |       |       |       |       |       |       |       | 2      |
| Волейбол                    | Волейбол                    |       | ●     | ●     | ●     | ●     | ●     | ●     | ●     | ●     | ●     | ●     | ●     | ●     | ●     | ●     | 1     | 1     | 2      |
| Гребля на байдарках и каноэ | Гребля на байдарках и каноэ |       |       | ●     | 5     | 10    |       |       |       |       |       |       |       |       |       |       |       |       | 15     |
| Дзюдо                       | Дзюдо                       |       |       |       |       |       |       |       |       |       |       |       |       |       | 5     | 6     | 5     | 2     | 18     |
| Карате                      | Карате                      |       | 6     | 6     |       |       |       |       |       |       |       |       |       |       |       |       |       |       | 12     |
| Лёгкая атлетика             | Лёгкая атлетика             |       |       |       |       |       |       |       |       |       | ●     | 1     |       |       |       |       |       |       | 1      |
| Плавание                    | Плавание                    |       |       |       |       |       |       |       |       |       |       |       | 7     | 8     | 9     | 7     | 11    |       | 42     |
| Пляжный волейбол            | Пляжный волейбол            |       |       |       |       | ●     | ●     | ●     | ●     | 1     | 1     |       |       |       |       |       |       |       | 2      |
| Пляжный футбол              | Пляжный футбол              |       |       |       |       |       |       |       |       |       |       |       |       | ●     | ●     | ●     | ●     | 1     | 1      |
| Прыжки в воду               | Прыжки в воду               |       |       |       |       |       |       | 2     | 2     | 2     | 2     |       |       |       |       |       |       |       | 8      |
| Прыжки на батуте            | Прыжки на батуте            |       |       |       |       |       | ●     |       | ●     |       | 4     |       |       |       |       |       |       |       | 4      |
| Настольный теннис           | Настольный теннис           |       | ●     | ●     | 2     | ●     | ●     | ●     | 2     |       |       |       |       |       |       |       |       |       | 4      |
| Самбо                       | Самбо                       |       |       |       |       |       |       |       |       |       |       | 8     |       |       |       |       |       |       | 8      |
| Синхронное плавание         | Синхронное плавание         | ●     | ●     | ●     | 2     | 2     |       |       |       |       |       |       |       |       |       |       |       |       | 4      |
| Спортивная гимнастика       | Спортивная гимнастика       |       |       | ●     | 2     |       |       | 2     |       | 10    |       |       |       |       |       |       |       |       | 14     |
| Стрельба                    | Стрельба                    |       |       |       |       | 3     | 3     | 2     | 2     | 3     | 3     | 3     |       |       |       |       |       |       | 19     |
| Стрельба из лука            | Стрельба из лука            |       |       |       |       | ●     | 1     | 2     | ●     | ●     | 1     | 1     |       |       |       |       |       |       | 5      |
| Триатлон                    | Триатлон                    |       | 1     | 1     |       |       |       |       |       |       |       |       |       |       |       |       |       |       | 2      |
| Тхэквондо                   | Тхэквондо                   |       |       |       |       | 2     | 2     | 2     | 2     |       |       |       |       |       |       |       |       |       | 8      |
| Фехтование                  | Фехтование                  |       |       |       |       |       |       |       |       |       |       |       | 2     | 2     | 2     | 3     | 3     |       | 12     |
| Художественная гимнастика   | Художественная гимнастика   |       |       |       |       |       | 1     |       | 1     |       | 6     |       |       |       |       |       |       |       | 8      |
| Медалей за день             | Медалей за день             |       | 13    | 11    | 15    | 21    | 11    | 16    | 11    | 18    | 25    | 13    | 9     | 10    | 21    | 23    | 27    | 9     | 253    |
| Медалей всего               | Медалей всего               |       | 13    | 24    | 39    | 60    | 71    | 87    | 98    | 116   | 141   | 154   | 163   | 173   | 194   | 217   | 244   | 253   |        |
| Июнь                        | Июнь                        | 12 Пт | 13 Сб | 14 Вс | 15 Пн | 16 Вт | 17 Ср | 18 Чт | 19 Пт | 20 Сб | 21 Вс | 22 Пн | 23 Вт | 24 Ср | 25 Чт | 26 Пт | 27 Сб | 28 Вс | Медали |

## Страны-участницы

Страны, участвовавшие в Играх. Зелёным показаны участвовавшие страны, сиреневым — принимающая страна Азербайджан

На первых Европейских играх участвует 6067 спортсменов из 50 стран. В следующей таблице приведены участвующие на Играх страны.
В скобках указано количество спортсменов.
| - Австрия (143) - Азербайджан (285) - Албания (27) - Андорра (31) - Армения (25) - Беларусь (145) - Бельгия (117) - Болгария (122) - Босния и Герцеговина (56) - Великобритания (160) - Венгрия (201) - Германия (264) - Греция (132) - Грузия (104) - Дания (65) - Израиль (134) - Ирландия (62) | - Исландия (18) - Испания (207) - Италия (278) - Кипр (22) - Косово (19) - Латвия (67) - Литва (72) - Лихтенштейн (6) - Люксембург (58) - Македония (45) - Мальта (58) - Молдова (87) - Монако (4) - Нидерланды (117) - Норвегия (53) - Польша (213) - Португалия (103) | - Россия (351) - Румыния (147) - Сан-Марино (9) - Сербия (133) - Словакия (177) - Словения (80) - Турция (190) - Украина (241) - Финляндия (96) - Франция (245) - Хорватия (106) - Черногория (55) - Чехия (126) - Швейцария (123) - Швеция (72) - Эстония (58) |

## Церемония закрытия

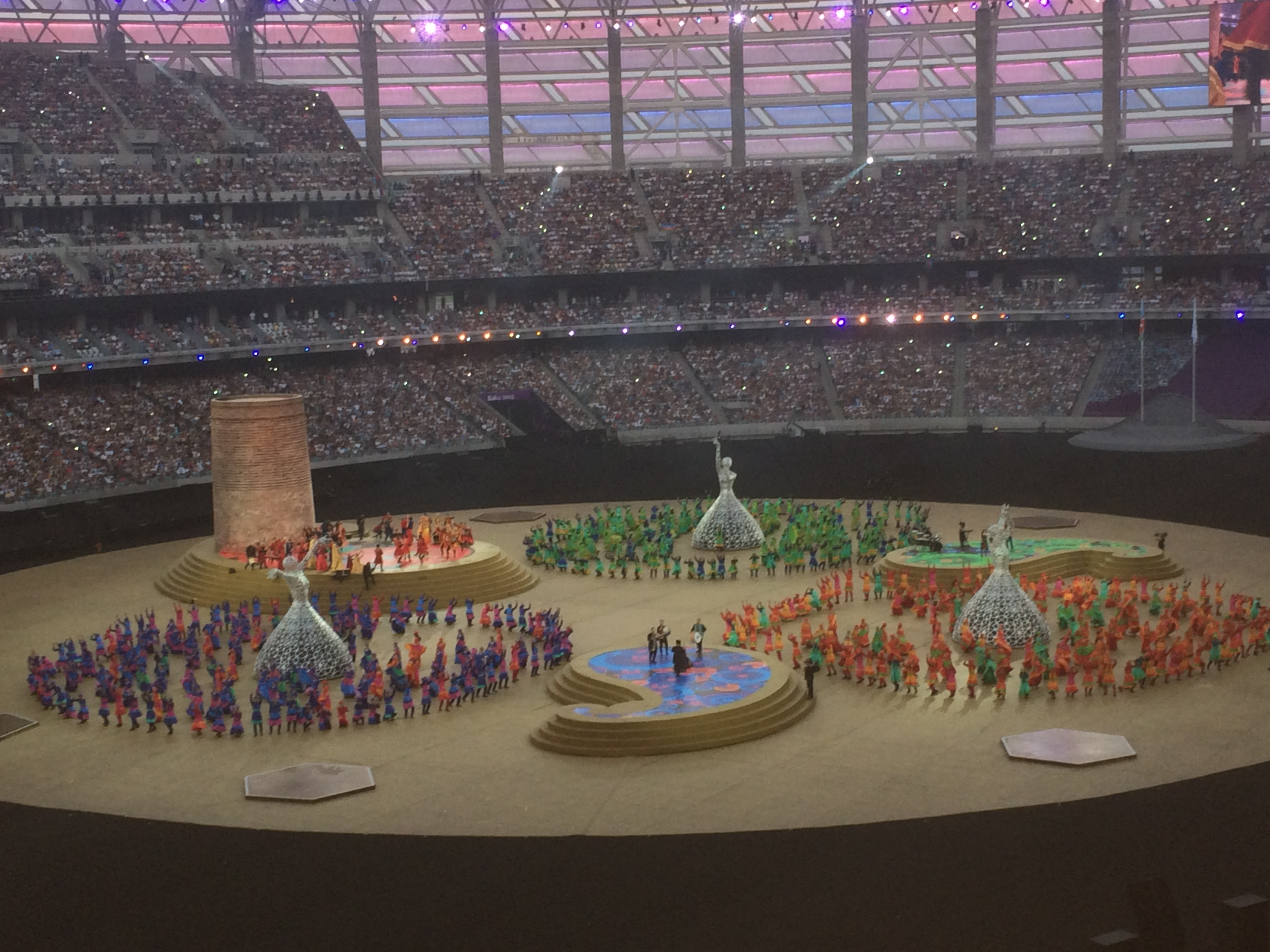
Церемония закрытия Игр

Торжественная церемония закрытия игр, именуемая «Пробуждение», состоялась 28 июня исполнением гимна Азербайджана участниками песенного конкурса «Евровидение» Фаридом Мамедовым и Сабиной Бабаевой на фоне макета Девичьей башни в новой симфонической аранжировке. Затем состоялся синтез азербайджанской народной музыки и рока. На месте макета Девичьей башни образовался макет «Пламенных Башен», являющихся символом современного Азербайджана. После салюта, телезрители на большом экране, установленном в центре стадиона, увидели мини-фильм о роли волонтёров на первых Европейских играх. После этого участвовавшие в Играх спортсмены вынесли на стадион флаги своих стран. На церемонии присутствовали президент Азербайджана Ильхам Алиев, выступившие с речью председатель Организационного комитета первых Европейских игр Мехрибан Алиева и президент Европейского Олимпийского комитета Патрик Хикки, а также президент Болгарии Росен Плевнелиев, председатель Государственной думы России Сергей Нарышкин, представители Международного Олимпийского комитета. В ходе своей речи Патрик Хикки объявил Игры закрытыми. Во время церемонии закрытия выступили также Джон Ньюмен и британская электрогруппа «Clean Bandit».

## Медальный зачёт
Представители 42 стран стали призёрами Игр. Лучшего результата на Играх добилась сборная России, завоевав 164 медали, среди которых 79 золотых, 40 серебряных и 45 бронзовых. Второе место досталось сборной Азербайджана, на счету которой 56 медали, из которых 21 — золотая. Третье место заняла сборная Великобритании, завоевавшая 47 медалей, 18 из которых — золотые. По числу медалей второе место заняла сборная Германии с 66 медалями. Только 8 стран не выиграли ни одной медали. Это команды Албании, Андорры, Боснии и Герцеговины, Исландии, Лихтенштейна, Люксембурга, Мальты и Монако.
Жирным выделено наибольшее количество медалей в своей категории; страна-организатор также выделена.
|       | Общее количество медалей | Общее количество медалей | Общее количество медалей | Общее количество медалей | Всего |
| Место | Страна                   | Золото                   | Серебро                  | Бронза                   | Всего |
| ----- | ------------------------ | ------------------------ | ------------------------ | ------------------------ | ----- |
| 1     | Россия                   | 79                       | 40                       | 45                       | 164   |
| 2     | Азербайджан              | 21                       | 15                       | 20                       | 56    |
| 3     | Великобритания           | 18                       | 10                       | 19                       | 47    |
| 4     | Германия                 | 16                       | 17                       | 33                       | 66    |
| 5     | Франция                  | 12                       | 13                       | 18                       | 43    |
| 6     | Италия                   | 10                       | 26                       | 11                       | 47    |
| 7     | Беларусь                 | 10                       | 11                       | 22                       | 43    |
| 8     | Украина                  | 8                        | 14                       | 24                       | 46    |
| 9     | Нидерланды               | 8                        | 12                       | 9                        | 29    |
| 10    | Испания                  | 8                        | 11                       | 11                       | 30    |
| 11    | Венгрия                  | 8                        | 4                        | 8                        | 20    |
| 12    | Сербия                   | 8                        | 4                        | 3                        | 15    |
| 13    | Швейцария                | 7                        | 4                        | 4                        | 15    |
| 14    | Турция                   | 6                        | 4                        | 19                       | 29    |
| 15    | Бельгия                  | 4                        | 4                        | 3                        | 11    |
| 16    | Дания                    | 4                        | 3                        | 5                        | 12    |
| 17    | Румыния                  | 3                        | 5                        | 4                        | 12    |
| 18    | Португалия               | 3                        | 4                        | 3                        | 10    |
| 19    | Польша                   | 2                        | 8                        | 10                       | 20    |
| 20    | Австрия                  | 2                        | 7                        | 4                        | 13    |
| 21    | Грузия                   | 2                        | 6                        | 8                        | 16    |
| 22    | Израиль                  | 2                        | 4                        | 6                        | 12    |
| 23    | Словакия                 | 2                        | 2                        | 3                        | 7     |
| 24    | Литва                    | 2                        | 1                        | 4                        | 7     |
| 25    | Ирландия                 | 2                        | 1                        | 3                        | 6     |
| 26    | Хорватия                 | 1                        | 4                        | 6                        | 11    |
| 27    | Болгария                 | 1                        | 4                        | 5                        | 10    |
| 28    | Греция                   | 1                        | 4                        | 4                        | 9     |
| 29    | Швеция                   | 1                        | 3                        | 3                        | 7     |
| 30    | Словения                 | 1                        | 1                        | 3                        | 5     |
| 31    | Латвия                   | 1                        | 0                        | 1                        | 2     |
| 32    | Чехия                    | 0                        | 2                        | 5                        | 7     |
| 33    | Молдова                  | 0                        | 1                        | 2                        | 3     |
| 33    | Эстония                  | 0                        | 1                        | 2                        | 3     |
| 35    | Сан-Марино               | 0                        | 1                        | 1                        | 2     |
| 36    | Армения                  | 0                        | 1                        | 0                        | 1     |
| 36    | Кипр                     | 0                        | 1                        | 0                        | 1     |
| 38    | Македония                | 0                        | 0                        | 2                        | 2     |
| 38    | Норвегия                 | 0                        | 0                        | 2                        | 2     |
| 40    | Косово                   | 0                        | 0                        | 1                        | 1     |
| 40    | Финляндия                | 0                        | 0                        | 1                        | 1     |
| 40    | Черногория               | 0                        | 0                        | 1                        | 1     |
| Всего | Всего                    | 253                      | 253                      | 338                      | 844   |

## Спортивные объекты

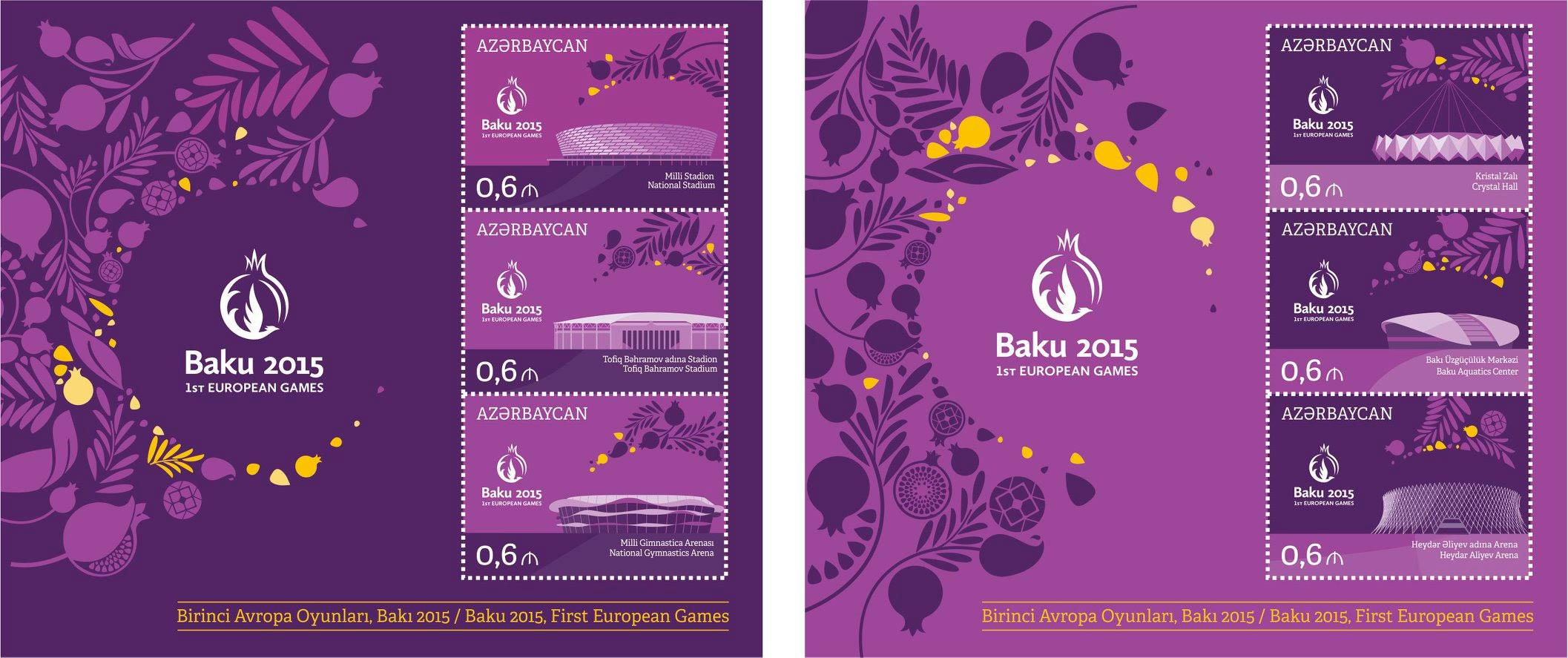
Серия почтовых марок Азербайджана (2014), посвящённых Играм с изображёнными на них местами проведения соревнований

В конце 2012 года министр молодёжи и спорта Азербайджанской Республики Азад Рагимов заявил, что для некоторых видов спорта будут построены временные спортивные сооружения. К этому времени, спортивной ареной, на которой уже планировалось проведение официальной церемонии открытия Европейских игр 2015, был строящийся в Баку, у озера Бёюк-Шор, Олимпийский стадион, вмещающий 69 870 человек. Строительство стадиона было завершено в 2015 году.
В качестве мест проведения соревнований на начальном этапе подготовки к Играм (февраль 2013) были определены Спортивно-концертный комплекс имени Гейдара Алиева, Республиканский стадион имени Тофика Бахрамова, «Бакинский кристальный зал», спортивный комплекс «Серхедчи», Дворец ручных игр, стадион «8-й километр», стрелковый стенд и бакинский Экспо-центр. До 2015 года планируется завершение строительства Олимпийского стадиона, Центра водных видов спорта и Гимнастического комплекса, которые также будут использованы во время игр. Начали разрабатываться также возможные варианты сооружения олимпийской деревни. По словам Рагимова будут созданы все условия для проживания, питания и отдыха в Олимпийской деревне примерно 7 тысяч 300 атлетов.
Спортивные соревнования проходят на 18 объектах, шесть из которых — временные конструкции, а пять были построены с нуля. В апреле 2015 года министр спорта Азад Рагимов заявил, что на строительство спортивных объектов было потрачено 1 млрд манатов.
Согласно официальному сайту игр, следующие спортивные арены являются местами проведения соревнований:
Легенда
 Временный объект

### Деревня Атлетов
| Арена                             | Вид спорта                                      | Вместимость              |
| --------------------------------- | ----------------------------------------------- | ------------------------ |
| Деревня атлетов                   | Проживание спортсменов                          | 7300                     |
| Олимпийский стадион               | Церемонии открытия и закрытия · Лёгкая атлетика | 69 870                   |
| Национальная гимнастическая арена | Гимнастика                                      | 9000 (временно — 12 000) |

### Площадь флага
| Арена                      | Арена                      | Вид спорта                                     | Вместимость |
| -------------------------- | -------------------------- | ---------------------------------------------- | ----------- |
| Дворец водных видов спорта | Дворец водных видов спорта | Плавание · Синхронное плавание · Прыжки в воду | 6000        |
| Арена водного поло         | Арена водного поло         | Водное поло                                    | 3000        |
| Пляжная арена              | Пляжная арена              | Пляжный волейбол · Пляжный футбол              | 3000        |
| Баскетбольная арена        | Баскетбольная арена        | Баскетбол 3×3                                  |             |
| Бакинский кристальный зал  | Зал 1                      | Волейбол                                       | 25 000      |
| Бакинский кристальный зал  | Зал 2                      | Бокс                                           | 25 000      |
| Бакинский кристальный зал  | Зал 3                      | Фехтование · Тхэквондо · Карате                | 25 000      |

### В пределах города Баку
| Арена                                 | Вид спорта                    | Вместимость |
| ------------------------------------- | ----------------------------- | ----------- |
| Дворец спорта                         | Бадминтон · Настольный теннис | 1628        |
| Стадион имени Тофика Бахрамова        | Стрельба из лука              | 31 200      |
| Спортивная арена имени Гейдара Алиева | Борьба · Дзюдо · Самбо        | 8000        |
| Площадь Свободы                       | Шоссейный велоспорт           |             |

### Другие объекты
| Арена                                | Вид спорта                  | Вместимость |
| ------------------------------------ | --------------------------- | ----------- |
| Бакинская стрелковая арена           | Стрельба                    |             |
| Велопарк для маунтинбайка            | Маунтинбайк                 |             |
| Велопарк для БМХ                     | BMX                         |             |
| Пляж Билгя                           | Триатлон                    |             |
| Спортивный центр «Кюр» в Мингечевире | Гребля на байдарках и каноэ |             |

## Телетрансляция
Игры освещали 45 из 50 стран-участниц. Международный спортивный вещатель (ISB) обеспечивает телекомпании десятков стран более чем 800 часами прямых трансляций.
В сентябре 2014 года организаторы Евроигр заключили соглашение с телекомпанией Digisport, которая транслирует игры в Румынии и Венгрии, а также со Sport 10, которая освещает соревнования для Бельгии. Ранее было подписан контракт с турецким NTV Spor. В октябре 2014 года эксклюзивные права на вещание I Европейских игр на территории Германии получил телеканал Sport1.
В феврале 2015 года Оргкомитет игр подписал соглашение с RTVE Испании, ERR Эстонии, LTV Латвии, RTV Slovenija Словении и Sport TV Португалии. Таким образом число вещателей достигло 47. В конце февраля Операционный комитет Европейских игр «Баку-2015» подписал соглашение о вещании со спортивной кабельной сетью США Universal Sports Network.
В апреле Операционный комитет Европейских игр Баку-2015 подписал соглашение о вещании Игр с австралийской коммерческой телевизионной сетью Seven Network. Ранее были заключены аналогичные соглашения о телетрансляции первых Евроигр с телевизионными компаниями не только Европы, но и Канады, Индии, Китая и стран арабского мира.
В мае 2015 года Операционный комитет «Баку-2015» подписал соглашения с NTU Украины, Общественным каналом Грузии, TV2 Норвегии, Sport 5 (Sport Channel) и Sport 1 (Çarlton) Израиля. В конце мая эксклюзивные права на показ Игр посредством спутников YAHSAT, NILESAT и HOTBİRD приобрела General Entertainment and Media в Иране. Согласно контракту, организовано ежедневное цифровое, мобильное вещание на персидском и курдском языках на аудиторию численностью 75 млн зрителей.
3 июня 2015 года оргкомитет «Баку-2015» подписал соглашение с федеральным телевизионным каналом «Россия» в связи с трансляцией Европейских игр на бесплатных и кабельных каналах на территории России в течение 10 часов ежедневно. Европейские игры транслируются на каналах «Россия 2», «Спорт 1», «Спорт» и «Бойцовский клуб».

## Критика
Корреспондент BBC, Райхан Демитри отмечает, что Европейские игры, только по официальным данным обошедшиеся в 1,2 млрд долларов, проводятся на фоне экономических сложностей Азербайджана, девальвации национальной валюты на треть и падения цен на нефть. Арастун Оруджлу отмечает, что экономически невыгодные европейские игры проводятся для пиара правительства и вызывают раздражение населения, едва сводящего концы с концами. В ответ депутат парламента Захид Орудж заявил, что построенные объекты могут стать аренами других мероприятий международного значения, а также улучшится инфраструктура и сфера обслуживания населения и туризм.
Оппозиционная партия Мусават призвала европейских лидеров бойкотировать открытие Европейских игр в Баку. В заявлении партии говорится, что в преддверии первых Европейских игр ситуация с правами человека в Азербайджане ещё более ухудшилась, политзаключённые не были освобождены.
Заявление партии «Мусават» осудил ряд политических партий Азербайджана: Демократическая партия Азербайджана, Партии граждан и развития, «Движение национального возрождения».
Комментируя вопрос по поводу критики и призывов к бойкоту игр, президент Олимпийского комитета России Александр Жуков предложил не обращать на это внимание и дождаться начала соревнований, приведя в пример Олимпийские игры в Сочи.
По сведениям радио «Свободная Европа», в Азербайджане существуют неофициальные требования к медицинским работникам, пожертвовать часть зарплаты в бюджет европейских игр, также до окончания игр прекращено дотирование медицинских препаратов и остановлены бонусы госслужащим. Представитель министерства здравоохранения Азербайджана опровергла информацию о неофициальных поборах и снижении бесплатного лекарственного обслуживания. Неофициальные поборы подтверждаются также в докладе Eurasianet и Freedom House. Предприниматели, отказавшиеся делать взносы в бюджет игр, были задержаны и обвинены в коррупции.

### Обвинения в репрессиях и нарушении прав человека
К проведению Европейских олимпийских игр, как отмечает Amnesty International, гражданское общество в Азербайджане оказалось полностью уничтожено. Была арестована следственный репортёр Хадиджа Исмаилова, редакция Радио Свободная Европа, была подвергнута обыску и закрыта. Правозащитники Лейла и Ариф Юнус были арестованы после того, как призвали к бойкоту игр. Адвокат по правам человека Интигам Алиев, ведущий более 300 дел по правам человека в Европейском суде, был приговорён к семи с половиной годам лишения свободы.
Накануне игр специальный представитель ООН по положению азербайджанских правозащитников Мишель Форст призвал освободить Интигама Алиева, Анара Мамедли, Лейлу и Арифа Юнус, Расула Джафарова и Хадиджу Исмаилову. 28 мая 2015 года члены ЕП от всех политических групп потребовали немедленного освобождения политических заключённых. 3 июня 2015 года Комиссар Совета Европы по правам человека, Представитель ОБСЕ по вопросам свободы средств массовой информации и Специальный докладчик ООН по вопросу о положении правозащитников подписали совместное заявление, призывающее спортсменов занять позицию по вопросам прав человека в Азербайджане.
Международные правозащитные организации отмечают многочисленные и беспрецедентные репрессии против правозащитников и журналистов в период подготовки и проведения игр. Были арестованы десятки критиков правительства Азербайджана, ряду журналистов ведущих европейских изданий, а также представителям Amnesty International и Human Rights Watch запретили въезд в страну. В преддверии игр, 4 июня 2015 года, было приостановлено действие программы координатора ОБСЕ в Баку. Были блокированы банковские счета десятков независимых групп активистов. Европейский олимпийский комитет заявил, что запрет въезда для журналистов «полностью противоречит духу спорта».
Deutsche Welle отмечает, что на фоне нарушений прав человека, на открытии игр присутствуют главы государств с недемократическими традициями, в то время как лидеры демократических стран Западной Европы: Франции, Германии или Великобритании, не приедут в Баку. Ряд спортивных федераций, в частности немецкий олимпийский комитет, сделал публичные заявления с критикой ситуации в Азербайджане.
Правозащитные организации и ряд СМИ отмечают, что Ильхам Алиев использует Европейские игры, чтобы скрыть факты подавления прав человека и кражу богатств страны. Эксперт по Закавказью Том де Ваал отмечает, что Европейские игры получили в СМИ Европы только лёгкое освещение, в то время как основные материалы были посвящены нарушениям прав человека в Азербайджане.
Выступление Леди Гага на открытии игр вызвало многочисленную критику в СМИ. Выступая 12 и 13 июня на концертах в Монреале, фронтмен группы U2 Боно говорил о «шести своих друзьях» — азербайджанских журналистах, находящихся в заключении в Азербайджане.

### Отношение к представителям Армении
Отношения между Азербайджаном и Арменией остаются напряжёнными после Первой карабахской войны начала 1990-х годов. В сентябре 2014 года министр молодёжи и спорта Азербайджана Азад Рагимов заявил, что Азербайджан, в случае участия Армении в первых Европейских играх в Баку, даёт гарантии безопасности армянской делегации. Находясь в Баку, пресс-секретарь сборной Армении на первых Европейских играх Карен Гилоян заявил, что в столице Азербайджана безопасность делегации обеспечена на высоком уровне. СМИ отмечают отрицательное отношение зрителей к спортсменам из Армении во время проведения игр.
Согласно сообщениям СМИ, во время парада участников во время выхода армянской делегации собравшиеся на стадионе зрители и азербайджанские журналисты её освистали и демонстрировали вытянутые руки, показывая большими пальцами вниз. Некоторые зрители скандировали «Азербайджан». Армянские борцы выступали под звуки «бууу». По сообщению «Rheinische Post» спортсмены из Армении в Баку испытывают трудности. После того как армянский борец Роман Амоян проиграл азербайджанскому Эльману Мухтарову, оказавшись в ходе борьбы с окровавленной головой, местная газета вышла со статьёй «На азербайджанской земле пролилась армянская кровь». Принявший участие в Европейских играх борец Карапет Чалян заявил, что психологического давления в Баку на него не было, и что армянскую делегацию приняли хорошо.

### Ответ властей Азербайджана на критику
Азербайджанские власти заявляют, что критика ситуации в области прав человека является частью спланированной кампании по дискредитации имиджа страны.
11 июня помощник президента Азербайджана Али Гасанов заявил, что вопрос о репрессиях это вопрос, который «муссируют некоторые западные круги», что в Азербайджане нет политических заключённых, а есть люди, осуждённые за различные деяния, что в их отношении есть решения суда, и ни одна исполнительная власть не вправе сомневаться в решении судов. Касаясь распространённой Amnesty International информации о том, что её сотрудника не впустили в Азербайджан, Гасанов заявил, что никто в качестве представителя организации Amnesty International не обращался в Олимпийский комитет или же в Министерство иностранных дел в связи с приездом в Азербайджан.
Член Оргкомитета по проведению Европейских Игр Фархад Гаджиев, касаясь вопроса о том, что лидеры ряда стран Западной Европы не приедут в Баку, заявил, что если бы какая-то страна решила бойкотировать Европейские игры, то она бы не отправляла в Баку спортивную делегацию. По его словам, все те, кто рассуждает о бойкоте игр, глубоко ошибаются.

## Инциденты
2 июня президент России Владимир Путин на заседании совета по развитию физкультуры и спорта раскритиковал российские каналы за недостаточное рвение в освещении игр в Баку. На следующий день ВГТРК приобрела права на телевизионную трансляцию первых Европейских игр.
11 июня в 8:30 утра в олимпийской деревне на спортсменок из Австрии, выступающих в синхронном плавании, наехал автобус, когда девушки шли по тротуару. В итоге 15-летняя синхронистка Ванесса Сахинович получила множественные серьёзные переломы и травму головы, другая девушка, 15-летняя Луна Пайер, получила травмы рук. Обеих девушек отправили обратно в Австрию для лечения на частном медицинском самолёте. Третья пострадавшая, 15-летняя Верена Брайт, получила травму бедра и провела час в местной больнице, после чего вернулась в олимпийскую деревню. Министр молодёжи и спорта Азербайджана Азад Рагимов заявил, что азербайджанская сторона возьмёт на себя расходы по лечению Ванессы Сахинович. Посольство Азербайджана в Австрии также оказывало необходимую помощь. Состояние Ванессы Сахинович, получившей несколько переломов костей, оценивалось как средней степени тяжести, и её лечение продолжилось. В свою очередь, президент Австрийского олимпийского комитета Карл Штосс поблагодарил Азербайджан за помощь при транспортировке пострадавших синхронисток.
17 июня во время четвертьфинальной схватки подрались борцы из Беларуси и Грузии. По решению судей спортсменов дисквалифицировали.
26 июня на церемонии награждения украинский боксёр не повернулся в сторону флагов во время исполнения гимна России.